# Guayana Esequiba
La Guayana Esequiba, también conocida como territorio del Esequibo, el Esequibo o región del Esequibo, es una región del Escudo guayanés comprendida entre el oeste del río Esequibo hasta el hito en la cima del monte Roraima en América del Sur. Tiene una extensión de 159 542 km² que la República Cooperativa de Guyana administra de iure como propios, pero cuya soberanía de facto es reclamada por la República Bolivariana de Venezuela basándose en el Acuerdo de Ginebra del 17 de febrero de 1966 por razones irredentistas. 
La parte oriental de la isla fluvial de Anacoco, en el río Cuyuní, se encuentra bajo la soberanía de Venezuela, pero ha sido protestada por Guyana; para Venezuela la totalidad de la isla está fuera del área en litigio, Guyana no lo entiende así para la mitad oriental y, en consecuencia, ha sostenido que fue un acto de anexión del Ejército venezolano cuando en 1966 la ocupó militarmente.
Venezuela reclama el territorio como propio y, en sus mapas, el área solía aparecer rayada oblicuamente o con la leyenda «zona en reclamación» hasta el año 2023. El territorio es reclamado como un estado de la nación llamado Guayana Esequiba, cuya capital provisional es Tumeremo y su ciudad más poblada es Anna Regina, localizada en la región de Pomerón-Supenaam, esto según la Ley Orgánica para la Defensa de la Guayana Esequiba.
Guyana administra esa región de facto, y en sus mapas el área aparece como parte integrante de seis regiones del país, abarcando la totalidad de las regiones de Barima-Guainí, Pomerón-Supenaam y Cuyuní-Mazaruní; la mayor parte de las regiones de Alto Tacutu-Alto Esequibo y Potaro-Siparuní; y la parte occidental de la región de Islas Esequibo-Demerara Occidental, las tres últimas tienen sectores a ambos lados del cauce principal del río Esequibo.

## Antecedentes

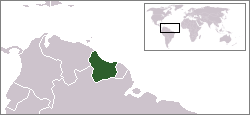
Un mapa de la Guayana Neerlandesa de 1667 a 1814

Antes de la llegada de los colonos europeos, las Guayanas estaban pobladas por grupos dispersos de pueblos nativos arawak. Las tribus nativas del Amazonas Cuenca del Amazonas del Norte están más estrechamente relacionadas con los nativos del Caribe; la mayoría de la evidencia sugiere que los arahuacos emigraron del Orinoco y el río Esequibo, cuencas fluviales en Venezuela y Guayana, hacia las islas del norte, y luego fueron suplantados por tribus más guerreras de indios kalinago, que partieron de estos mismos valles del río unos siglos más tarde.
Antes de que otras potencias europeas hubieran hecho incursiones en estas tierras, el Imperio español ya había declarado la propiedad de esta región, según el Tratado de Tordesillas. El tratado no fue firmado ni reconocido por naciones colonialistas como los neerlandeses o los ingleses que se insertaron en las Guayanas entre áreas reclamadas por el Imperio español y el Imperio portugués. De manera similar, los pueblos indígenas de las Américas no reconocieron el tratado como fundamento legal de la doctrina del descubrimiento se consideró nulo por el hecho de que los pueblos indígenas ya habían descubierto y colonizado las tierras antes de la llegada de los europeos.
Del tratado anglo-neerlandés de 1814, los británicos heredaron el territorio neerlandés que incluía tierras entre los ríos Orinoco y Corentín. La soberanía neerlandesa sobre estos asentamientos fue reconocida en 1648 por España con la Paz de Münster, que establecía en el artículo 5 que los neerlandeses conservarían todos los "señoríos, ciudades, castillos, fortalezas, comercios y tierras en las... Indias Occidentales" bajo su posesión en ese momento. Sin embargo, el tratado no especificaba el límite entre la Guayana Española y la Guayana Neerlandesa.

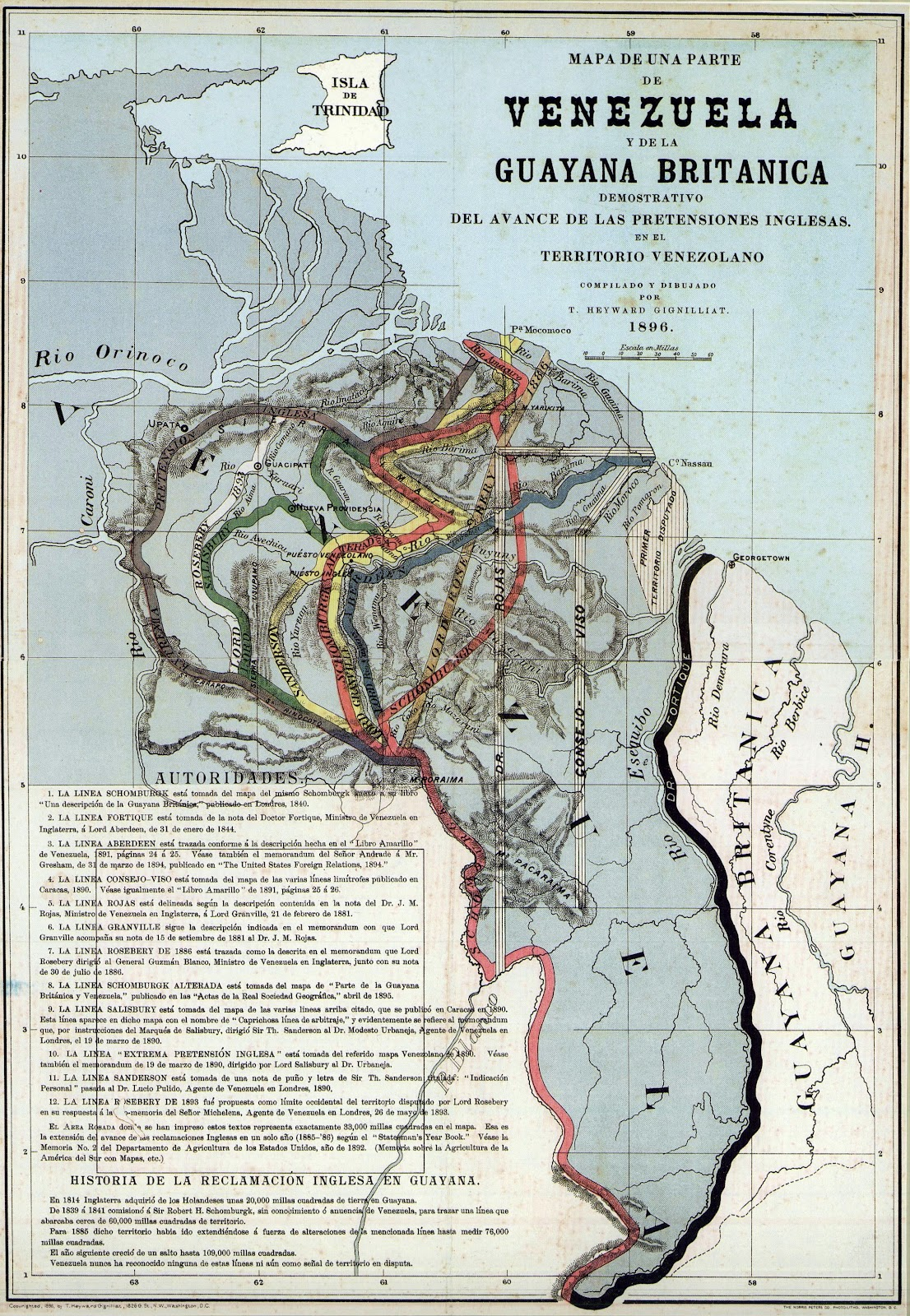
Mapa de 1896 de la antigua Guayana Británica y las diversas líneas de límites trazadas, que muestran las máximas aspiraciones británicas y el río Esequibo que Venezuela considera como su frontera; la zona grisácea es el único territorio no reivindicado por Venezuela, mientras que una parte del sector oriental (Pirara) fue cedido por el Reino Unido al Brasil.

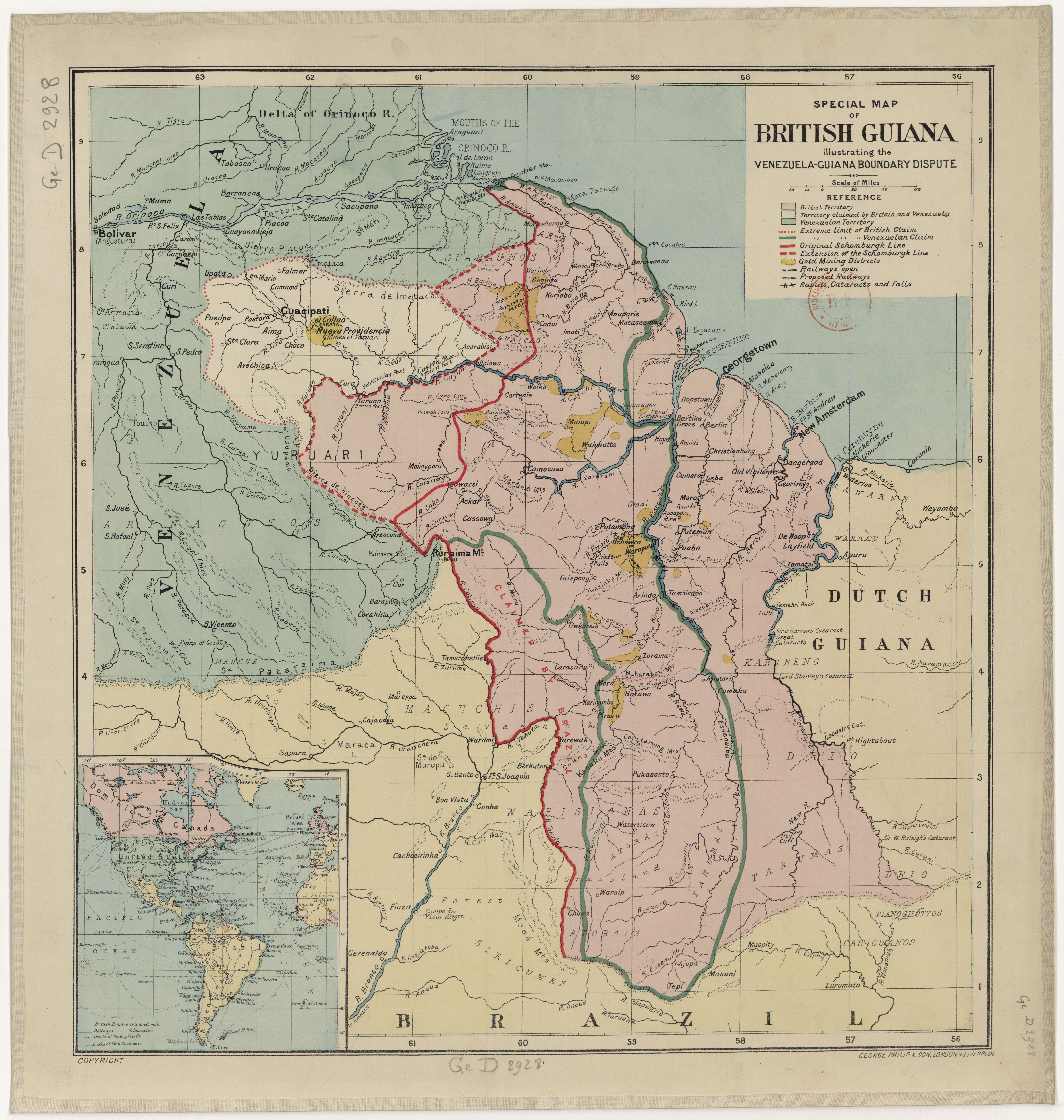
Guayana Esequiba de Venezuela y Guayana Británica, que ilustra los reclamos territoriales de la disputa fronteriza entre Venezuela y Guyana, de 1895 a 1896, publicado por el cartógrafo escocés George Philip en 1897.

Guyana, oficialmente, República Cooperativa de Guyana, estableció la inclusión del Territorio Esequibo dentro de sus límites en la Constitución de 1980, reformada en 1996, que sostiene que:

«El territorio del Estado abarca las áreas que inmediatamente antes del comienzo de esta Constitución fueron comprometidas en el área de Guyana junto con otras áreas que pudieren ser declaradas como parte del territorio del Estado por Ley del Parlamento».

Estas áreas son las que conformaban la colonia de la Guayana Británica, antes de su independencia, para la cual la Gran Bretaña reconoció como límite occidente al río Esequibo, cartografiado políticamente a su favor en 1938.
Por su parte, Venezuela incluye el territorio dentro de sus dominios desde su primera constitución de 1811, cuya última reforma fue dada en 1999, declarando en el artículo 10 que:

«El territorio y demás espacios geográficos de la República son los que correspondían a la Capitanía General de Venezuela antes de la transformación política iniciada el 19 de abril de 1810, con las modificaciones resultantes de los tratados y laudos arbitrales no viciados de nulidad».

La Capitanía General de Venezuela, creada por Carlos III en 1777, incluía los territorios de la antigua provincia de Guayana, que ocupaba la misma región esequiba. La lucha contra España para penetrar en el Caribe y en el norte del continente por parte de los neerlandeses fue tenaz en el siglo XVII y XVIII. Sin embargo, el Tratado de Extradición entre España y Países Bajos de 1791 reconoció a la «colonia del Orinoco» como parte del territorio hispánico que lindaba hasta el Esequibo.
Tras haberse apelado al gobierno de Estados Unidos, este propuso un arbitraje entre las partes en conflicto. En 1899 se conformó en París un tribunal cuya decisión formal se conoce como el Laudo Arbitral de París. El fallo concluyó con la cesión del territorio al oeste del río Esequibo a Reino Unido. Sin embargo, siendo que Venezuela no estuvo representada directamente, ya que los dos representantes de Venezuela fueron nombrados por los Estados Unidos, no representando al Estado venezolano, esta declaró la nulidad de la sentencia, actitud que mantuvo décadas después, alegando además importantes vicios que invalidan la decisión arbitral.
El 12 de noviembre de 1962, el ministro de Relaciones Exteriores de Venezuela, Marcos Falcón Briceño, hizo una exposición en la Comisión de Política Especial de la Asamblea General de la Organización de Naciones Unidas (ONU), para denunciar el Laudo Arbitral alegando componenda y vicios de nulidad justificativos de un despojo.
Posteriormente, Venezuela y el Reino Unido, con la presencia del gobierno colonial local de la Guayana Británica (próxima a obtener la independencia), firmaron el Acuerdo de Ginebra del 17 de febrero de 1966, donde se estipuló crear una comisión mixta para buscar un mecanismo para dar por terminado el conflicto. El 26 de mayo de ese mismo año, la Guayana Británica obtiene la independencia, llamándose a partir de entonces República Cooperativa de Guyana. Desde ese momento el Reino Unido traspasa al nuevo país la cuestión de la disputa territorial sobre la Guayana Esequiba, igualmente sujeto al Acuerdo de Ginebra. Venezuela reconoce el nuevo país reservándose expresamente sus derechos de soberanía sobre la Guayana Esequiba, al oeste de río Esequibo.
Luego de pasados cuatro años de la firma del acuerdo sin llegar a resultado alguno, se decide firmar en la capital de Trinidad y Tobago el Protocolo de Puerto España del 18 de junio de 1970, con el fin de suspender las discusiones por doce años, vencidos en 1982. En ese momento Venezuela decide no renovar este tratado y continuar con el Acuerdo de Ginebra a través del secretario general de las Naciones Unidas. Desde entonces, la reclamación está sometida a intermediación de la Secretaría General de las Naciones Unidas bajo las condiciones del Acuerdo de Ginebra.
El nombre del río Esequibo se deriva del apellido de Juan de Esquivel, lugarteniente de Diego Colón durante el tercer viaje a América en 1498. Diversos cambios fonéticos derivados de la pronunciación por indígenas y europeos son los responsables del cambio de grafía del término.

## Historia

### Esequibo

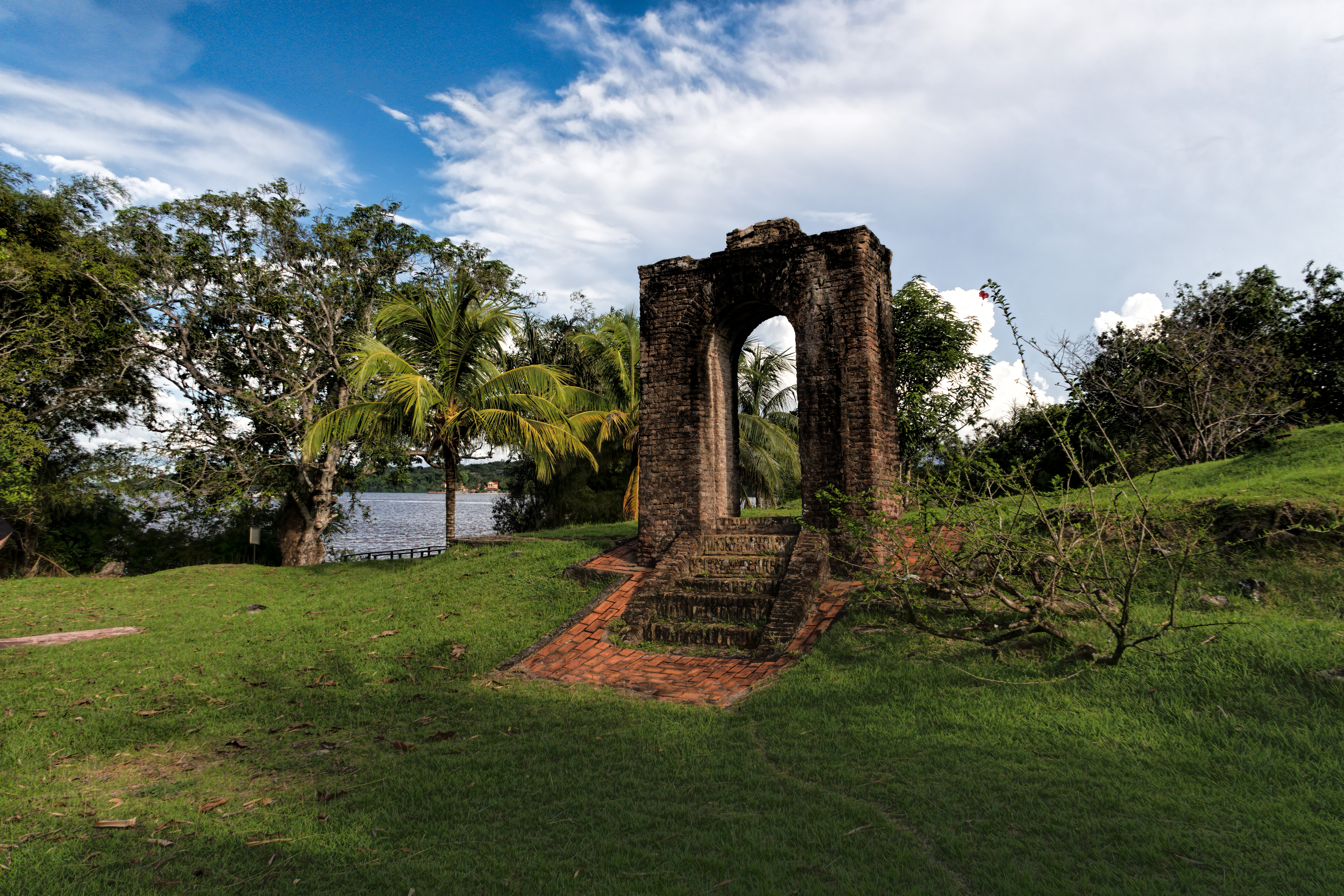
Fuerte Kykoveral, fuerte neerlandés construido en 1616 en la intersección de los ríos Cuyuní y Mazaruní, en territorio reclamado por España.

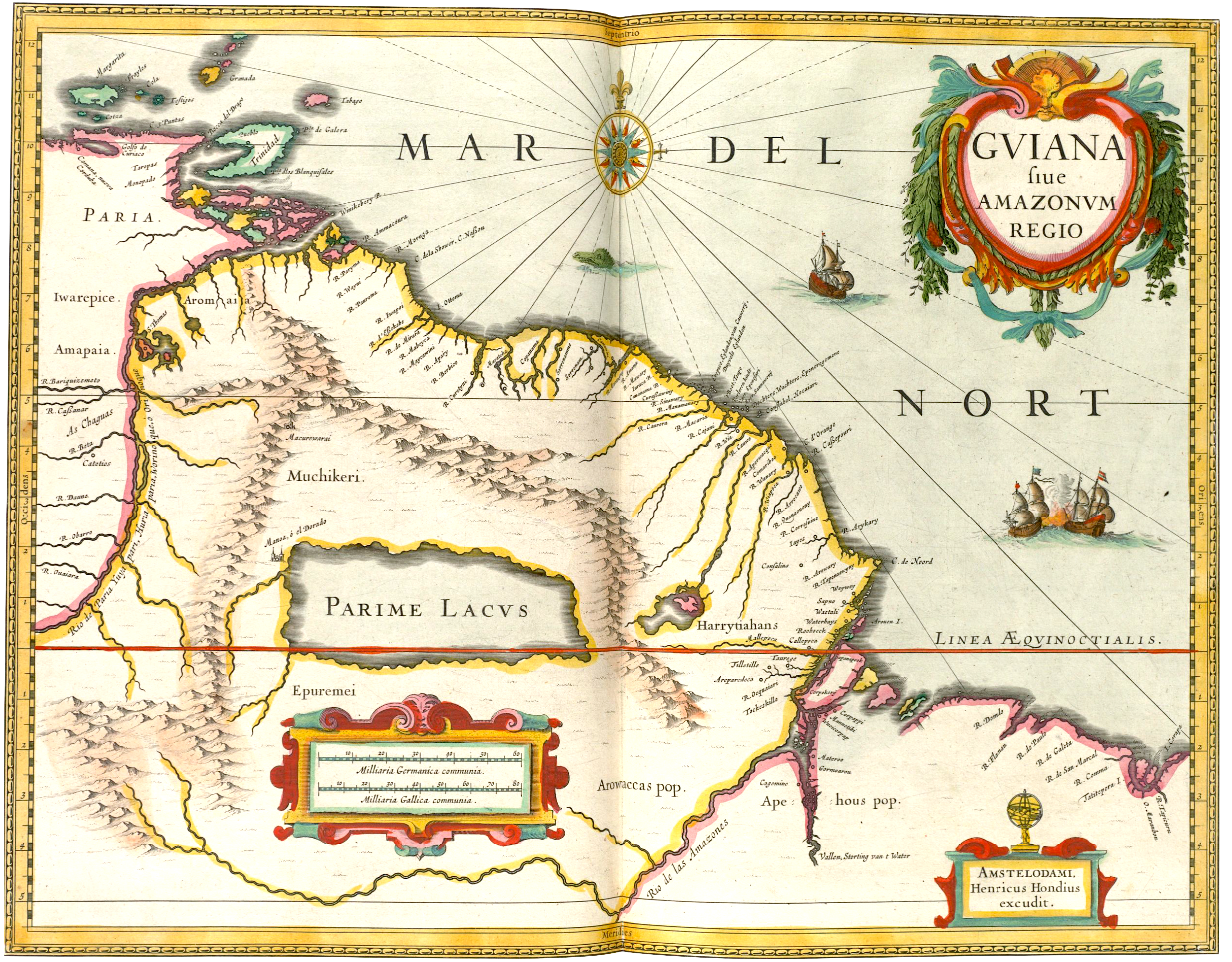
Guayana Neerlandesa en 1635, extendiéndose hasta el Río Orinoco. Mapa de Hendrik Hondius I.

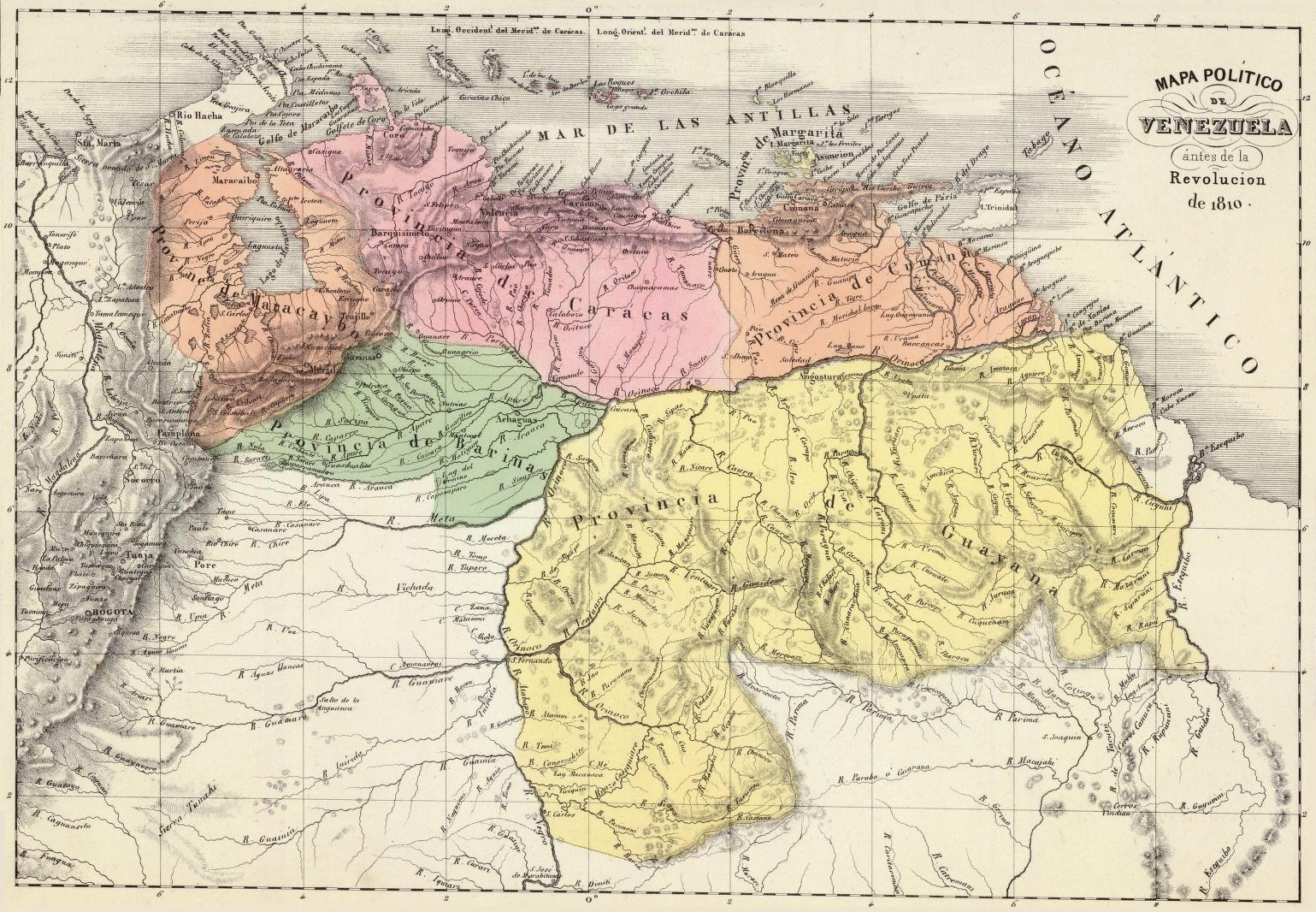
Mapa de la Capitanía General de Venezuela en 1810, por Agustín Codazzi.

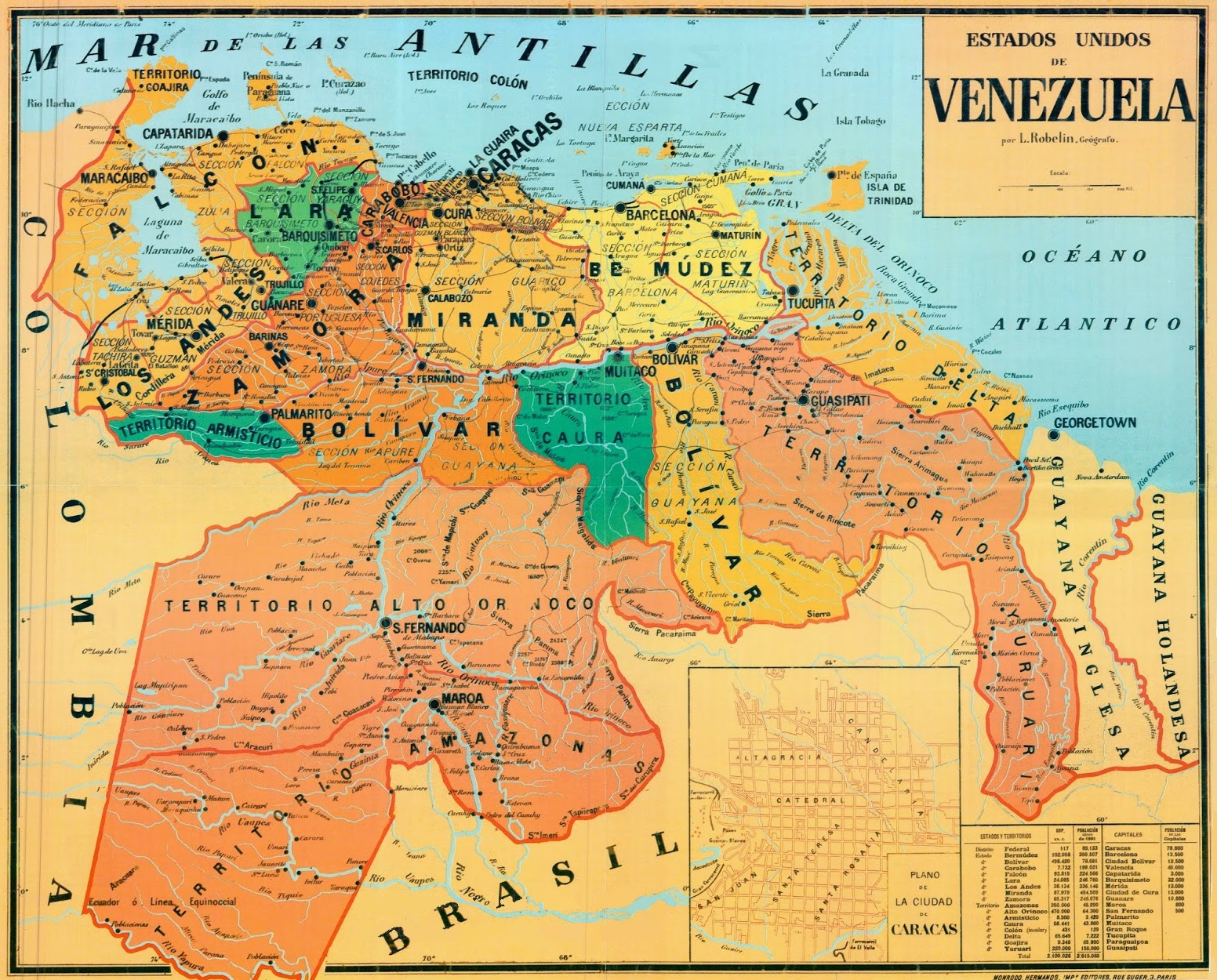
Mapa oficial de los Estados Unidos de Venezuela por L. Robelin de 1890, el cual muestra la reclamación histórica venezolana de la región como Territorio Yuruari y Territorio Delta.

#### Disputa entre los españoles y los neerlandeses
España y los neerlandeses estaban en conflicto por la región de Esequibo a finales del siglo XVI, cuando los españoles descubrieron un asentamiento neerlandés a principios de 1595. El primer asentamiento neerlandés en la Guayana Esequiba fue el Fuerte Kykoveral en 1616 fundado por los neerlandeses, cerca del río Esequibo. Fue el centro de la administración de la colonia Esequibo de la Guayana Neerlandesa entre 1616 y 1739. En 1666, se informó que los ingleses estaban en Guayana Esequiba y tenían conflictos con los neerlandeses por asentamientos y tierras.

#### Disputa entre los españoles y los suecos
Por su parte, los suecos intentaron colonizar entre el Bajo Orinoco y el río Barima. Está documentado que en 1732 los suecos ya estaban establecidos en Barima hasta el puesto de Wacquepo, los cuales fueron expulsados por las tropas del sargento mayor Carlos Francisco Francois Sucre y Pardo en 1737 (abuelo del mariscal Sucre).
No solo los españoles establecieron mecanismos de defensa contra las pretensiones suecas, sino también los neerlandeses, quienes no veían con agrado tener vecinos suecos rodeando sus nuevos territorios.

#### A partir de la Capitanía de Venezuela
Desde 1777 con la creación de la Capitanía General de Venezuela por Carlos III se estableció como frontera oriental entre España y Países Bajos el río Esequibo, desde su nacimiento hasta su desembocadura en el océano Atlántico. Sin embargo, la posesión de este territorio sería sólo de iure, puesto que no sería colonizado totalmente por España.
En 1814, Gran Bretaña quedó en posesión de los territorios coloniales neerlandeses de Demerara, Berbice y Esequibo. En 1822 Venezuela se ve obligada a protestar las continuas invasiones de colonos ingleses en territorio venezolano. El ministro venezolano en Londres, José Rafael Revenga, por instrucciones de Simón Bolívar, presentó la denuncia oficial a las autoridades británicas en los siguientes términos: "Los colonos de Demerara y Berbice tienen usurpada una gran porción de tierra que según los últimos tratados entre España y Países Bajos nos pertenece del lado del río Esequibo. Es absolutamente indispensable —termina diciendo el diplomático venezolano— que dichos colonos o se pongan bajo jurisdicción y obediencia de nuestras leyes, o se retiren a sus antiguas posesiones". 
Dos años más tarde, José Manuel Hurtado fue nombrado enviado extraordinario y ministro plenipotenciario de Colombia ante el Reino Unido, en reemplazo de Revenga, con la especial misión de obtener el reconocimiento británico. En 1831 se constituye la Guayana Británica por orden del rey Guillermo IV del Reino Unido. Desde ese momento, el gobierno británico estimuló el avance y establecimiento de colonos en las tierras situadas al oeste del río Esequibo, favorecido por la despoblación y por la precaria situación de Venezuela, que iniciaba entonces su organización institucional tras una larga guerra de independencia. Otro factor fue el papel de Gran Bretaña como potencia hegemónica mundial en la segunda mitad del siglo XIX, que le confería un respaldo internacional e incluso militar en su expansión colonial.

### Modificación de fronteras
En 1835, el gobierno británico encargó al explorador y naturalista nacido en Alemania Robert Hermann Schomburgk que inspeccionara los límites de la Guayana Británica. Este trazó una línea fronteriza entre Venezuela y la Guayana Británica desde el río Moruca hasta el Esequibo de una extensión de 4290 km². En 1839 trazó una segunda línea llamada Norte-Sur que abarcaba la desembocadura del Amacuro hasta el Monte Roraima, lo que representaba unos 141 930 km². La migración de los colonos británicos hacia los territorios situados más allá de la margen izquierda del Esequibo originó la primera reclamación de Venezuela ante el Reino Unido. 
Las negociaciones se iniciaron en 1844 mediante la proposición hecha por el representante de Venezuela, Alejo Fortique, basándose en el territorio de la Capitanía General de Venezuela y el principio recogido en el uti possidetis iure, para que se reconociera al río Esequibo como línea fronteriza, alegando con documentos la jurisdicción venezolana en esas tierras que habían formado parte de la antigua Provincia de Guayana. El gobierno británico, propuso que la línea fronteriza se iniciara en la boca del río Moroco y continuara por los ríos Barima y Aunama. Esto implicaba una frontera al oeste del Esequibo, y no fue aceptada por el gobierno venezolano. A las protestas de Venezuela respondió Daniel Florencio O'Leary, argumentando que la Línea Schomburgk era provisional, y que aún estaba sujeta a revisión de las partes.
El 22 de noviembre de 1861, representantes de la oligarquía de Caracas como Nicomedes Zuloaga, Pedro Gual, Manuel Felipe Tovar, Juan José Mendoza, Francisco La Madrid, Federico Núñez Aguiar y otros, constituyen una comisión con el objeto de solicitar la intervención de Inglaterra para que pusiera orden entre el país alzado a cambio de entregarle la Guayana Esequiba a lo cual se opuso con firmeza el general Páez. Los conjurados tiene que salir al exilio a las Antillas.[cita requerida]
La mayor expansión británica se produjo en 1888 cuando se adjudicaron 203 310 km². Los ingleses trataron siempre de penetrar el territorio venezolano incluso hasta el río Orinoco.

### Laudo Arbitral de París de 1899

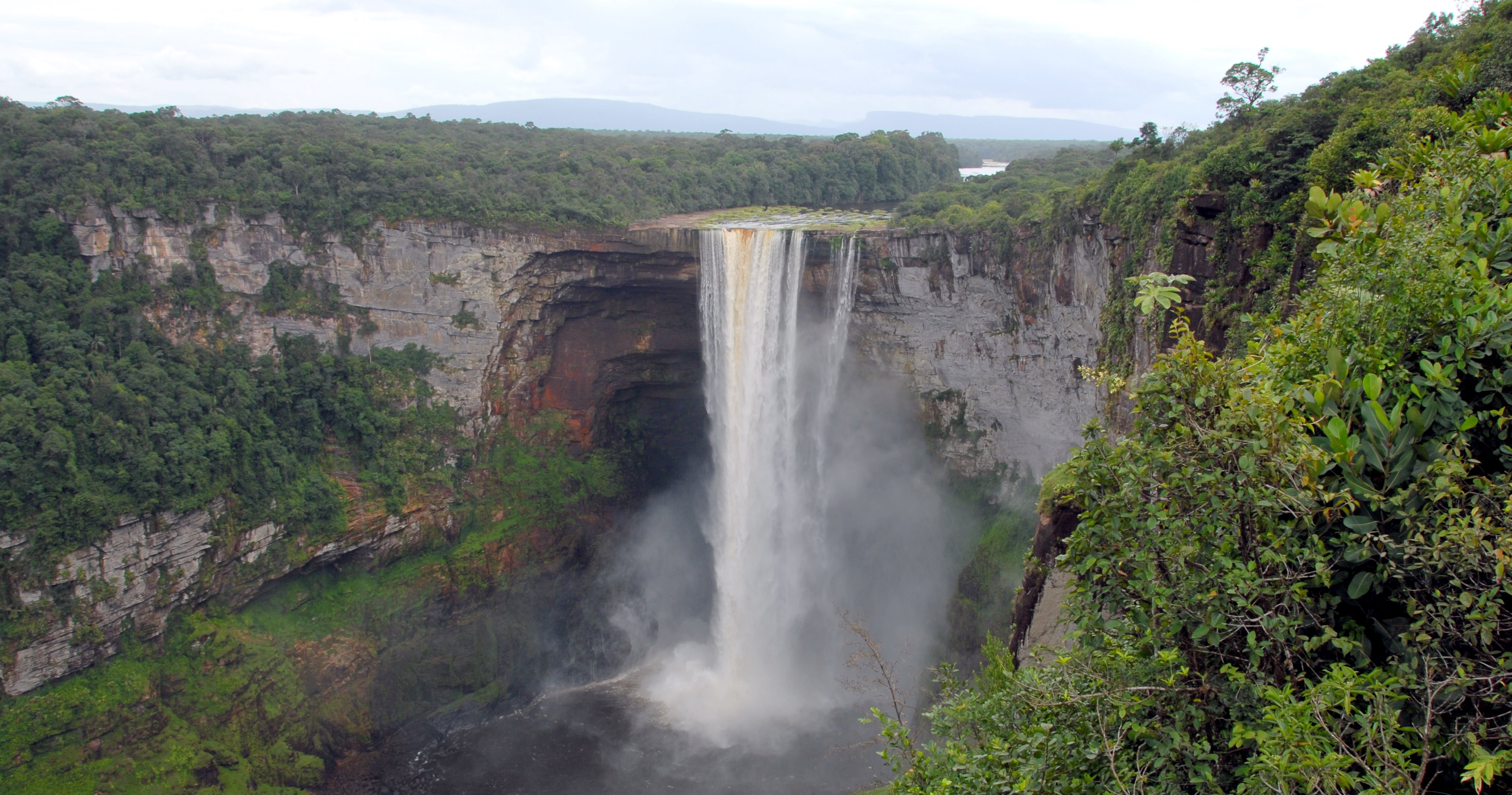
Vista de las cataratas Kaieteur, ubicadas en la región de Potaro-Siparuní en el centro de la Guayana Esequiba.

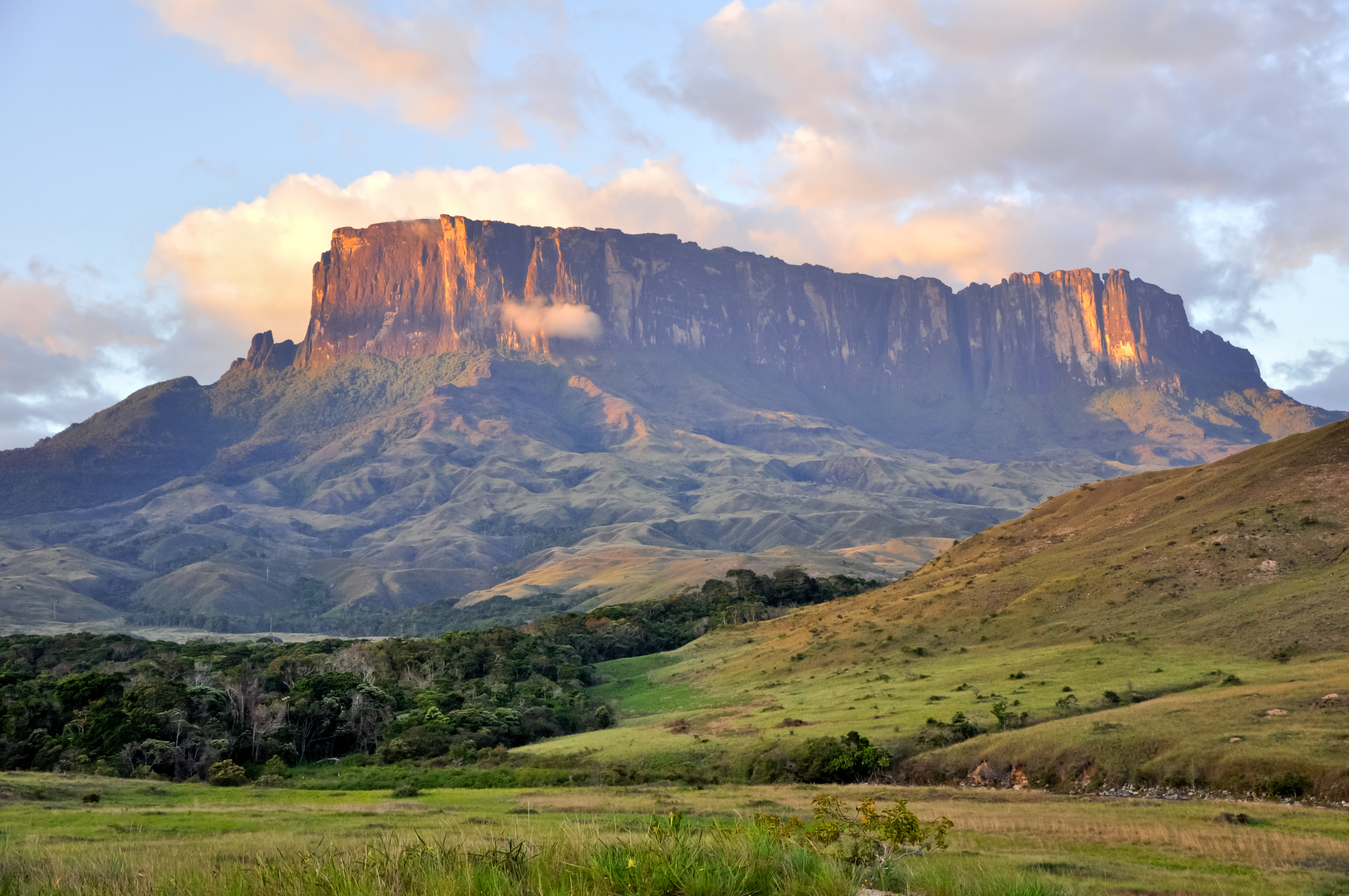
El Monte Roraima, tepuy que marca la frontera entre Venezuela, Brasil y la zona en litigio de la Guayana Esequiba.

El 2 de febrero de 1897 Venezuela y el Reino Unido firmaron el Tratado Arbitral de Washington D. C. por el cual se comprometían a resolver el problema limítrofe mediante un arbitraje internacional. Según el artículo XIII del tratado, tanto Venezuela como Reino Unido considerarían el resultado del arbitraje como una "solución completa, perfecta y definitiva" a la disputa fronteriza. En 1899 se conformó "ad hoc" el Tribunal Arbitral de París que dictó un fallo a favor del Reino Unido.
El Tribunal del Arbitraje, compuesto por cinco miembros, tendría que haber estado constituido por dos representantes de Venezuela, dos representantes de Reino Unido y un quinto miembro como parte neutral. Sin embargo, Venezuela —por exigencia de Reino Unido—, tuvo que aceptar que su representación quedara en manos de Estados Unidos; el congreso de este país eligió a los juristas estadounidenses Melville Weston Fuller, Severo Mallet Prevost y Davis Josianh Brewer. El Reino Unido fue representado por los juristas Charles Barón Rusell y Sir Richard Henn-Collins. El quinto miembro, quien fungiría como parte imparcial, fue designado por los cuatro miembros anteriores resultando elegido el ruso, Fiódor Martens, catedrático de las universidades británicas de Cambridge y Edimburgo y miembro permanente del Consejo del Ministerio de Relaciones Exteriores del Imperio ruso.
El 3 de octubre de 1899 el tribunal, por decisión unánime, falló a favor del Reino Unido tras seis días continuos de sesiones, dentro del plazo de dos meses que disponían según lo contemplaba el Tratado. El fallo solo favoreció a Venezuela en cuanto conservar las bocas del río Orinoco y una porción de territorio adyacente a este, mientras que el Reino Unido se llevaría una gran porción al oeste de los mil kilómetros del río Esequibo hasta los ríos Venamo y Cuyuní.
El 4 de octubre, José María Rojas, el único abogado venezolano en el equipo de defensa de Venezuela, expresó su decepción por la decisión junto con otros cuatro abogados estadounidenses. Sin embargo, Venezuela aceptó a regañadientes y firmó todos los documentos legales para crear una frontera con la Guayana Británica.

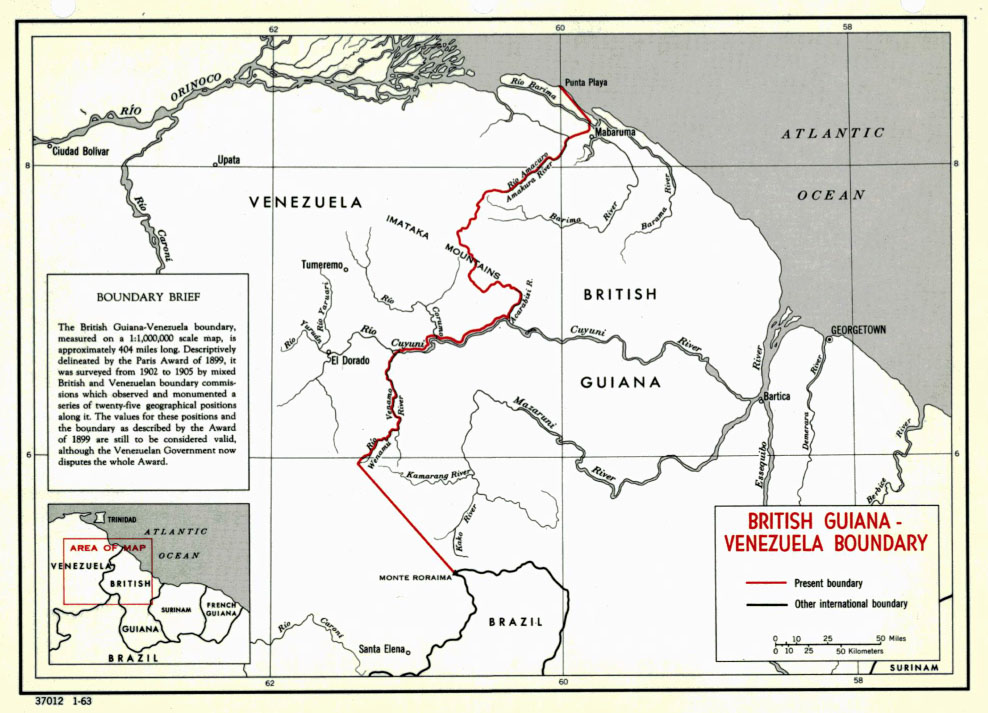
Límite finalizado entre Venezuela y Guayana Británica que se hizo legalmente vinculante en 1905 luego del Laudo Arbitral de 1899.

Posteriormente se forma una Comisión Mixta de Fronteras británico-venezolanas entre 1900 y 1905 para la demarcación definitiva de los límites entre Venezuela y la colonia de Guayana Británica y es firmada en septiembre de 1907. El dictador venezolano Juan Vicente Gómez firma en 1932 el punto de triple confluencia en el Monte Roraima como frontera entre Brasil, la Guayana Británica y Venezuela.
No obstante, tras el fallecimiento en 1948 de Mallet Prevost, uno de los abogados estadounidenses defensores de Venezuela, su representante legal hace público un documento que revelaba la negociación secreta que provocó la sentencia despojatoria. Con este hallazgo, el canciller de Venezuela Marcos Falcón Briceño acude a la máxima instancia internacional de la ONU en 1962 y denuncia ante el mundo que considera nula e írrita la decisión del Laudo Arbitral de París del 3 de octubre de 1899. La demanda fue admitida y se reconoció la contención venezolana a nivel internacional lo que conllevó a la firma del Acuerdo de Ginebra del 17 de febrero de 1966 entre Venezuela, el Reino Unido y su colonia de Guayana Británica (actual Guyana), en el que las dos últimas (metrópoli y colonia británicas) reconocen la reclamación territorial de Venezuela.
Actualmente se mantiene en vigencia el Acuerdo de Ginebra, en la que los actuales gobiernos de Guyana y Venezuela han dispuesto utilizar la figura del buen oficiante para mediar entre ambos gobiernos y encontrar una solución satisfactoria para las partes. Posteriormente es elegido al jamaicano Norman Girvan como mediador, el cual fue aceptado por la ONU, sin embargo este muere el 9 de abril de 2014 en Cuba sin que exista actualmente la figura de un buen oficiante entre ambos países.

### Cuestión de Pirara de 1904

El Arbitraje de 1904 dividió el territorio de Pirara entre Brasil y la Guayana Británica; la parte asignada a esta es reclamada por Venezuela como parte de la Guayana Esequiba.

La Cuestión de Pirara es el nombre de una disputa territorial de 33 200 km² ubicado en lo que actualmente es parte del estado brasileño de Roraima y parte del suroeste de Guyana en las regiones de Potaro-Siparuní y Alto Tacutu-Alto Esequibo (o Guayana Esequiba según el punto de vista venezolano).
Después del Laudo Arbitral de 1899 que otorgó la mayor parte del territorio esequibo a la Guayana Británica, el Reino Unido propuso un nuevo laudo, pero esta vez para delimitar su frontera con Brasil, en territorio de la Guayana Esequiba después reclamado por Venezuela.
El Reino Unido estuvo de acuerdo en entrar a un arbitraje, de un gobierno imparcial, para lo que se escogió al gobierno italiano. El abogado Joaquim Nabuco fue el defensor de los intereses brasileños ante la corte de Víctor Manuel III, encargada de la decisión final. Nabuco defendió a Brasil con el argumento de la supremacía lusófona en la región que presentó en dieciocho volúmenes de material probatorio recopilado por Nabuco.
En el año de 1904 la decisión fue tomada por el rey italiano: 19 630 km² serían entregados a Inglaterra (pasaron a ser territorios de la Guyana, hoy reclamados por Venezuela como parte de la Guayana Esequiba), y 13 570 km² fueron asignados a Brasil, estableciendo definitivamente el límite de los dos países en la región.

### Reanudación del conflicto
En 1962, Venezuela por primera vez y de manera oficial reclama como suyo en la Organización de las Naciones Unidas el territorio ubicado al oeste del río Esequibo, alegando vicios de nulidad y lo que se conoce en derecho internacional como actos contrarios a la buena fe por parte del gobierno británico, además de una supuesta componenda de algunos de los miembros del Laudo de París. El gobierno venezolano expone el 12 de noviembre de 1962 al gobierno de Londres diez puntos en los que basan su reclamación:

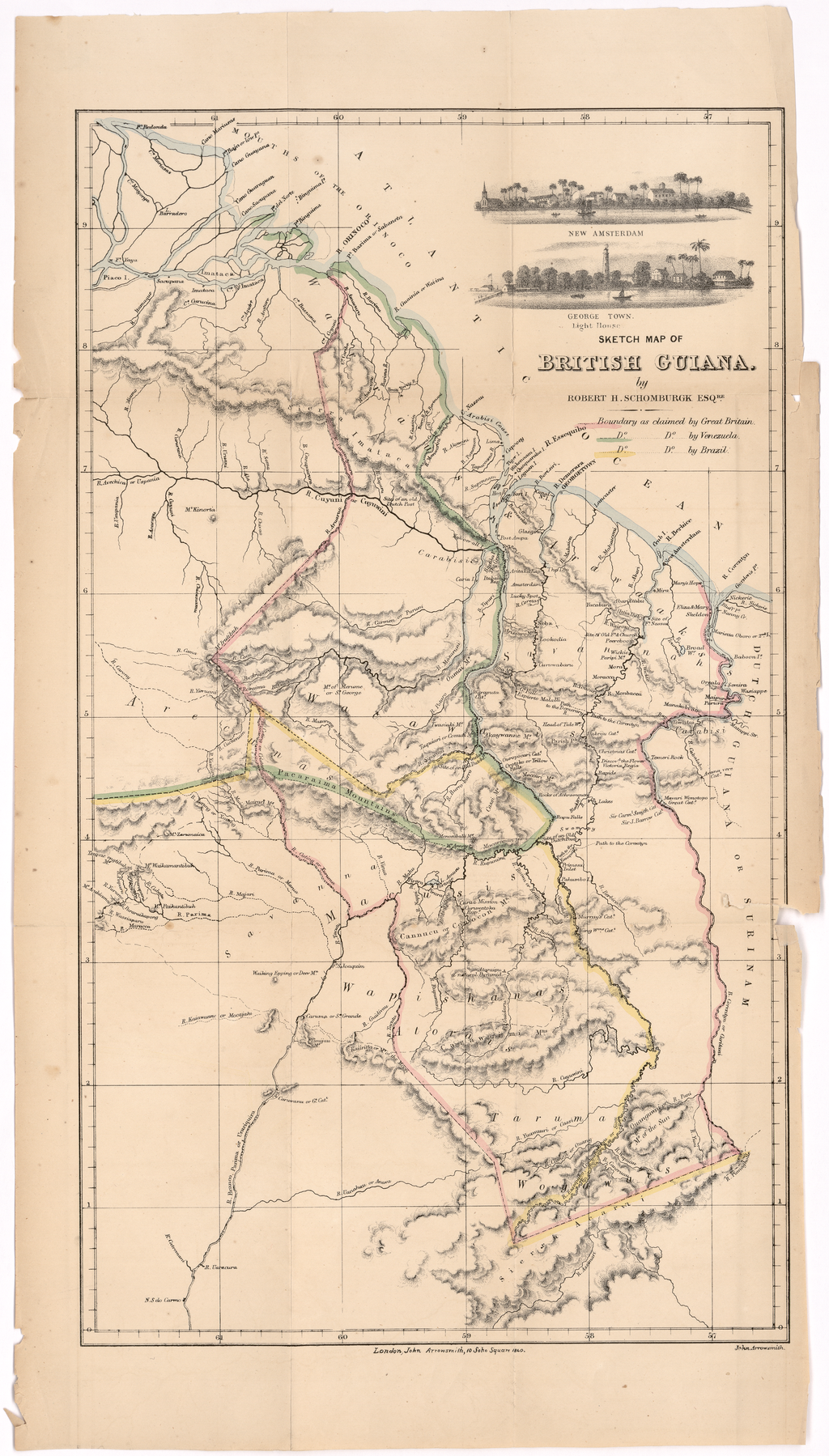
Mapa británico publicado en Londres en 1840 que muestra la Línea Schomburgk en rojo y las reclamaciones venezolanas en verde.

- Exceso de poder (ultra petita), por decretar libertad de navegación sobre los ríos Amacuro y Barima, lo que de acuerdo al Derecho Internacional, invalida cualquier laudo arbitral.
- Presentación de mapas adulterados, según Venezuela, por parte de Gran Bretaña en el Tribunal arbitral.
- Ausencia de Motivación en la Decisión arbitral.
- El Tribunal otorgó 17 604 km² a Gran Bretaña reconocidos como venezolanos por el propio gobierno británico.[26]
- La línea fronteriza supuestamente fue impuesta a los jueces por el gobierno británico.
- El Presidente del Tribunal arbitral coaccionó a los jueces para aceptar la demarcación británica (ver Memorándum de Mallet-Prevost).
- Esta demarcación fue una "componenda", así lo calificaron algunos funcionarios británicos, según Venezuela.
- Venezuela fue engañada y el Reino Unido actuó en modo contrario a la buena fe del derecho internacional.
- Venezuela fue informada luego de que el Laudo Arbitral tomara las decisiones.
- Componenda de los países miembros del Tribunal arbitral.

Para los británicos el argumento venezolano era insostenible porque:
- Todos aquellos que participaron en el laudo arbitral ya habían muerto.
- Venezuela había aceptado el laudo arbitral como "un arreglo pleno, hecho, derecho y conclusivo".
- El estudio de los documentos reveló, según los británicos, que Venezuela no tenía una razón válida.
- Venezuela ni siquiera intentó probar sus razones para invalidar el Laudo Arbitral.

El Estado venezolano el 2 de febrero de 1965 publica por primera vez oficialmente el Mapa Político de la República de Venezuela, a Escala: 1:4 000 000, con los territorios al oeste del río Esequibo conocidos como la Guayana Esequiba, Zona en Reclamación, Territorio Esequibo como signo inequívoco  de su reclamación, recuperación, reivindicación, unificación, integración o anexión al territorio nacional de donde fue seccionado por el Laudo de París según sentencia del 3 de octubre de 1899.

### Acuerdo de Ginebra de 1966
El Acuerdo de Ginebra fue firmado entre Venezuela y el Reino Unido (en representación de su entonces colonia Guayana Británica) en Ginebra (Suiza) el 17 de febrero de 1966. Es un acuerdo transitorio para llegar a una solución definitiva del diferendo limítrofe, muchos lo definen como "un acuerdo para llegar a un acuerdo" y aunque en la interpretación venezolana invalida el laudo arbitral de 1899, se mantiene el statu quo que él derivó. Por lo tanto, el área en reclamación se encuentra bajo la autoridad del gobierno de Guyana hasta que no se resuelva algo diferente conforme al tratado. El artículo primero del documento reconoce la contención de Venezuela de considerar nulo e írrito la decisión del tribunal que definió su frontera con Guayana Británica. El Reino Unido al firmar el documento reconocen el reclamo y la inconformidad de Venezuela, acordándose así encontrar una solución práctica, pacífica y satisfactoria para las partes.
Cuando Gran Bretaña decidió conceder la independencia a la Guayana Británica, dentro de la Commonwealth, el 26 de mayo de 1966, denominándose como Guyana, esta sería Estado parte, tal como lo establece el artículo 7 del Acuerdo de Ginebra. Por ello, Guyana ratificó el Acuerdo de Ginebra el mismo día de su independencia, reconociendo de esta forma la reclamación venezolana sobre el territorio al margen occidental del río Esequibo.

### Rebelión de Rupununi de 1969
El 2 de enero de 1969 se produjo un movimiento separatista en Lethem al sur de la Guayana Esequiba, en el sector llamado entonces Distrito de Rupununi (en la actual región de Alto Tacutu-Alto Esequibo) que fue contenido tres días después por las Fuerzas de Defensa de Guyana, con el que se pretendió crear un Comité Provisional del Gobierno de Rupununi. Los rebeldes liderados por Valerie Hart, la auto-nombrada «Presidente del Estado Libre Esequibo», en su mayoría habitantes amerindios del área, solicitaron ayuda de Venezuela invocando su "nacionalidad venezolana", pero el Gobierno de Venezuela presidido por Rafael Caldera se abstuvo de apoyar el movimiento.
Sin embargo, el Gobierno guyanés acusó al venezolano de alentar el movimiento separatista. La represión de los insurrectos arrojó entre 70 y 100 muertos, algunos de los habitantes de la región huyeron hacia Venezuela, siendo ubicados en el sur del Estado Bolívar. Al menos a 120 refugiados se les concedió la nacionalidad venezolana.

### Protocolo de Puerto España de 1970
Luego de pasados 4 años de la firma del Acuerdo de Ginebra de 1966 sin llegar a resultado alguno, Venezuela, Guyana y el Reino Unido firman en la capital de Trinidad y Tobago el Protocolo de Puerto España del 18 de junio de 1970, con el fin de suspender las discusiones por doce años.
El 22 de junio de 1970, el gobierno de Rafael Caldera remitió al Congreso venezolano, el anteproyecto de Ley Aprobatoria del Protocolo de Puerto España acompañado de su exposición de motivos. La Comisión de Política Exterior de la cámara del Senado venezolano, encargada de analizar ese Protocolo al Acuerdo de Ginebra de 1966, lo rechazó; sin embargo, un arreglo entre las principales fuerzas políticas del Congreso, Copei y AD propició que el Proyecto de Ley del Protocolo de Puerto España se archivara, sin discusión o aprobación.
El rechazo al Protocolo, por inconsulto, también fue expresado por los partidos minoritarios del Congreso URD, el PCV, el buró político del FDP y del Comando Nacional del MEP.  Distintos sectores de la vida nacional coincidieron en calificar la firma del Protocolo de Puerto España como “una traición a la patria”.
La desaprobación legislativa del texto del Protocolo de Puerto España, mientras Guyana lo ratificaba y registraba en la Secretaría de la ONU, provocó que, como tratado multilateral, fuera un instrumento constitucionalmente inexistente en la legislación de Venezuela. Asimismo, propició que Venezuela incumpliera el procedimiento previsto en Acuerdo de Ginebra de 1966 que se activó después del fracaso de la Comisión Mixta (1966-1970).
En abril de 1981 y durante la visita oficial del presidente guyanés Forbes Burnham, el gobierno de Luis Herrera Campíns decidió, simbólicamente, no renovar ese documento sin aprobación legislativa y continuar con el procedimiento previsto en el Acuerdo de Ginebra de 1966 a través de las gestiones del Secretario de las Naciones Unidas.

### Negociación desde 1983
Venezuela propone en 1983 la negociación directa con Guyana, pero esta no acepta y propone tres alternativas (Asamblea General de la ONU, Consejo de Seguridad o Corte Internacional de Justicia) que Venezuela rechaza.
Por iniciativa de Venezuela en 1983 el conflicto limítrofe se lleva bajo los auspicios del secretario general de las Naciones Unidas, apegados al artículo 33.º de la Carta de las Naciones Unidas referente a los medios de soluciones pacíficas. En 1987 Guyana y Venezuela deciden aceptar el método de los Buenos Oficios que comienza a funcionar desde 1989.

### Constitución Nacional de Venezuela de 1999
La Constitución aprobada por referéndum popular en 1999 en el Título II del espacio geográfico y la división política, capítulo II del territorio y demás espacios geográficos, establece en su Artículo 10: El territorio y demás espacios geográficos de la República son los que correspondían a la Capitanía General de Venezuela antes de la transformación política iniciada el 19 de abril de 1810, con las modificaciones resultantes de los tratados y laudos arbitrales no viciados de nulidad.
Durante el gobierno de Hugo Chávez la relación entre Venezuela y Guyana fue flexible, en un principio se continuó con la agenda de reclamar el área, pero a partir de 2004 el gobierno chavista permitió las operaciones de infraestructura y desarrollo del gobierno de Georgetown, e incluso se llegó a afirmar que la reclamación de 1962 fue "orquestada desde Washington para presionar al gobierno izquierdista de Guyana".
El 19 de febrero de 2004, durante la visita del presidente Hugo Chávez a la ciudad de Georgetown expresó que su gobierno no se opondría a ningún proyecto en la región que vaya en beneficio de sus habitantes, en el Esequibo. El 25 de febrero el abogado venezolano Hermann Escarrá presentó un recurso de nulidad al TSJ y la respuesta se dio el 25 de marzo la decisión del TSJ de la Sala Constitucional Juzgado de Sustanciación que lo declara inadmisible cuando solicitó: "...La declaratoria de inconstitucionalidad y consecuente nulidad de los actos realizados por el ciudadano Hugo Chávez Frías, el presidente de la República en la República de Guyana" referente a lo expresado en la ciudad de Georgetown sobre el asunto del Esequibo.

Bandera Nacional de Venezuela a partir del 9 de marzo de 2006 incluyendo la octava estrella.

El 27 de noviembre de 2005, el presidente Hugo Chávez, anunció sobre la inclusión de una octava estrella a la Bandera Nacional en honor al decreto del libertador Simón Bolívar del 20 de noviembre de 1817, representando la Provincia de Guayana (hoy en día parte de los Estados Amazonas, Bolívar, Delta Amacuro y Guayana Esequiba). Este cambio fue concretado el 9 de marzo de 2006, bajo la aprobación de la Ley de Bandera Nacional, Himno Nacional y Escudo de Armas de la República Bolivariana de Venezuela mediante la Gaceta Oficial n.º 38.394.
El 15 de noviembre de 2007 se produjo un incidente fronterizo cuando el gobierno guyanés de Bharrat Jagdeo reclamó a Venezuela por la incursión de cuarenta soldados venezolanos que habrían penetrado en aguas territoriales disputadas para volar dos dragas en el río Cuyuní. Venezuela argumentó inicialmente que la operación tenía como fin combatir la minería ilegal y que el hecho se había producido al oeste de la zona en reclamación, sin embargo, después de realizarse una investigación, el vicecanciller venezolano para América Latina y el Caribe, Rodolfo Sanz viajó el 11 de diciembre a Guyana y, según declaró el canciller guyanés, este se disculpó por el hecho: «El vicecanciller venezolano expresó un sincero arrepentimiento y aseguró que este hecho no tenía motivaciones políticas por parte del gobierno venezolano».
El jefe del estado mayor guyanés Gary Best reconoció que las Fuerzas de Defensa de Guyana no cuentan con capacidad para evitar la entrada en el país de militares venezolanos, pero advirtió que «si los venezolanos abren fuego primero, las FDG responderán».

### Disputas 2011-2018 fin de la mediación de la ONU
El 29 de septiembre de 2011 el canciller Nicolás Maduro se reúne con la canciller guyanesa Carolyn Rodrigues, en la ciudad de Puerto España, capital de Trinidad y Tobago, ante la petición recientemente presentada por la República Cooperativa de Guyana de extender los límites exteriores de la plataforma continental, informó el presidente de la República, Hugo Chávez Frías. En el encuentro estará presente el buen oficiante asignado por la Organización de Naciones Unidas (ONU), el jamaicano Norman Girvan. Venezuela maneja de manera responsable, en función del interés nacional y de la política de integración de América Latina y el Caribe, y de la paz y el desarrollo, la solicitud depositada por Guyana ante la Comisión de Límites de Plataforma Continental, referida a la proyección de su fachada marítima. El Presidente venezolano agregó que los señalamientos de los voceros de la derecha, que lo acusan de mantener una política débil con Guyana, al no mencionar el tema de la defensa del Esequibo durante su discurso en la Asamblea General de las Naciones Unidas de ese año.
Durante octubre de 2011 Guyana desarrolló un proyecto para la construcción de una central hidroeléctrica en el área centro-oeste del territorio Esequibo donde confluyen los ríos Amaila y Kuribrong (al margen izquierdo del río Esequibo) con el objetivo «de crear un suministro confiable de energía eléctrica», dentro de la zona en reclamación el proyecto, que será ejecutado por un consorcio mixto entre guyaneses y estadounidenses la empresa Sithe Global Power, incluyendo a una empresa de China, data de 2002, y fue publicado por la Agencia de Protección Ambiental de Guyana en julio de 2011.  El proyecto incluye redes de transmisión y vías de acceso, todo ello en buena medida sobre el territorio de la Zona en Reclamación, cuya estatus está sometido al Acuerdo de Ginebra.
En junio de 2012, Guyana entregó el bloque Roraima a la empresa trasnacional Anadarko para exploración petrolera, mantenido en secreto la ubicación de la concesión, misma que había sido paralizada tras una protesta de Venezuela entre los años 1999 y 2000. En 2013 el gobierno de Venezuela descubre la ubicación frente a la fachada atlántica venezolana donde Guyana aplicó una línea divisoria con Venezuela con una inclinación aproximada de 30 grados mientras que la Armada de esta última señala que desde 1996 Venezuela ha asumido la inclinación de esta línea en 70 grados (Azimuth 070) y ha ejercido soberanía sobre la zona. Esta delimitación no solo afectó a la fachada atlántica de la Guayana Esequiba, sino a la del estado Delta Amacuro de Venezuela.
Durante el mandato de Nicolás Maduro, el gobierno venezolano ha retomado las reclamaciones de una más activa que su antecesor, llegando a tratar el tema en las Naciones Unidas.
El 11 de octubre de 2013, Guyana acusó a la Armada de Venezuela de detener al barco petrolero estadounidense RV Teknik Perdana, contratado por el gobierno guyanés, y ordenarle dirigirse a la isla de Margarita, considerando el acto como «una seria amenaza para la paz» de la región. En efecto, el buque venezolano Patrullero Oceánico de Vigilancia Armada Bolivariana Yekuana (PO-13) informó a las autoridades de su país que el día 10 de octubre de 2013 en horas de la tarde fue detectado e interceptado aquel barco en espacio marítimo que corresponde a lo que reconocen como su zona económica exclusiva. A su vez, Venezuela pidió a Guyana explicaciones por lo que considera una invasión a las aguas jurisdiccionales venezolanas. El conflicto junto con los anteriores al acontecimiento fueron fijados para ser discutidos en Puerto España, Trinidad y Tobago, por ambos gobiernos el 17 de octubre del mismo año, en el ánimo de resolver por la vía diplomática cualquier diferencia existente entre las partes.
Como resultado, ambos gobiernos ratificaron la Declaración Conjunta del 30 de septiembre de 2013 en Puerto España reconociendo así que la delimitación de las fronteras marítimas sigue siendo un tema pendiente y requerirá negociaciones, para lo cual se convino que un equipo técnico se reuniera dentro de los cuatro meses posteriores para intercambiar puntos de vista sobre cómo podría proceder esa delimitación.
En diciembre de 2014 la canciller guyanesa Carolyn Rodrigues-Birkett planteó que en 2015 se estudiaría la posibilidad de acudir a organismos internacionales diferentes a los acordados con Venezuela, como la Corte Internacional de Justicia argumentando que después de varias décadas no se había logrado llegar a una solución efectiva al conflicto territorial, esto después del fallecimiento del negociador o buen oficiante de la ONU reconocido por las partes el jamaiquino Norman Girvan. La declaración recibió una protesta del gobierno de Venezuela que calificó a través de la cancillería venezolana la situación como un «acto inamistoso», «unilateral» y «sorprendente» a la vez que reclamó volver a los mecanismos previstos en el Acuerdo de Ginebra de 1966 con una solución bilateral y pacífica y reiteró su posición de considerar «nulo e írrito el Laudo Arbitral de 1899».
Para marzo de 2015, la tensión vuelve a aparecer entre Guyana y Venezuela, tras el anuncio por parte de Guyana de empezar una exploración petrolera en las aguas del Bloque Stabroek por la compañía estadounidense Exxon Mobil. La preocupación nace porque el Bloque Stabroek, se encuentra ubicada en aguas en disputas. El 7 de mayo Exxon Mobil descubrió petróleo frente a la costa de Guyana en el subsuelo marino, en el bloque Stabroek de una región fronteriza que es reclamada por Venezuela desde hace más de un siglo. En mayo del mismo año la cancillería de Venezuela exige a la referida compañía petrolera detener sus operaciones en aguas que considera en litigio, a lo que Exxon Mobil respondió que no se pronunciaría sobre el diferendo, a la vez que se canceló una reunión prevista entre representantes de la empresa y el gobierno guyanés. Poco después, el 7 de junio el gobierno de Guyana convocó al embajador de Venezuela para que explicara la «extensión de límites marítimos». Esto debido a que el gobierno de Venezuela estableció mediante el decreto 1787 de la Gaceta Oficial 40.669 de fecha 26 de mayo de 2015 la ampliación de sus reclamaciones marítimas frente al territorio Esequibo, legislación y acciones que Guyana considera «ilegales» por lo que anunció «una resistencia vigorosa» a las pretensiones de Venezuela sobre el mar en disputa.
El 10 de junio el gobierno de Venezuela rechazó la postura del gobierno de David Granger quien asumió la presidencia de Guyana en mayo de 2015, y al que Venezuela acusó de generar lo que considera una «peligrosa provocación» y el intento de generar una «crisis artificial». El 6 de julio en sesión especial de la Asamblea Nacional de Venezuela se anunció la aprobación del decreto n.º 1859 que hizo mejoras al decreto n.º 1787 en el que se establecen zonas de defensa marítima incluyendo el área del Esequibo, se aprobó por Habilitante la ley que crea la Comisión Presidencial para los asuntos limítrofes que abarca todos los temas fronterizos, y además Venezuela anunció la llamada a consultas de su embajadora en Guyana, una solicitud ante la ONU para que medie en el conflicto, la reducción del tamaño de su embajada, y la revisión integral de las relaciones con ese país. Esto como respuesta a las declaraciones del presidente guyanés Granger quien calificó a Venezuela como «un mono en la espalda» y una «carga insoportable» previamente. El 7 de julio el gobierno Guyanés condenó el llamado a consultas de la embajadora venezolana en Georgetown.
El 14 de julio la Asamblea Nacional de Venezuela aprobó por acuerdo de todos los partidos políticos con representación parlamentaria y por unanimidad apoyar la defensa de la Guayana Esequiba y las medidas tomadas por el estado venezolano al respecto. El tema también fue tratado en la cumbre del Mercosur en Brasil donde los gobiernos venezolano y guyanés intercambiaron críticas, y se acordó una cumbre para agosto en Asunción (Paraguay) para tratar la disputa.
El 24 de julio el presidente Nicolás Maduro, en los actos conmemorativos del Día de la Armada Nacional aseveró en Catia La Mar que Venezuela no ha cedido ni cederá un ápice del territorio Esequibo, al reiterar que «nos encargaremos de que el sol de la Venezuela de Bolívar, de la Venezuela histórica, salga siempre por el Esequibo. Por ahora y para siempre; ¡así lo juro soldados de la Patria!». Por otro lado, en el momento de pedir permiso para iniciar el desfile militar el contraalmirante Aníbal Brito Hernández señaló: «El sol de Venezuela nace en el Esequibo. El Esequibo es Venezuela». 
El mandatario nacional reiteró que la Guayana Esequiba siempre ha sido y será de Venezuela, en el momento de anunciar que «en los próximos días, el Gobierno Bolivariano emprenderá acciones diplomáticas para continuar el justo reclamo de Venezuela sobre el territorio Esequibo, y para rechazar el mal manejo del Acuerdo de Ginebra y las injustas acusaciones por parte del presidente de la República Cooperativa de Guyana, David Granger, contra la nación venezolana con la pretensión de generar conflictos».
El 23 de diciembre de 2016 el secretario general saliente de Naciones Unidas, Ban Ki-moon, anunció que podría enviar el tema de la controversia fronteriza entre Guyana y Venezuela a la Corte Internacional de Justicia (CIJ) a fines de 2017, si los buenos oficios de la ONU no dan resultados después de un año.
En julio de 2016 ExxonMobil descubre segundo gran yacimiento de crudo en el Esequibo frente a las costas de Guyana en el subsuelo marino, en una zona reclamado por Venezuela. Los pozos Liza están ubicados en el bloque Stabroek, a unas 120 millas (193 kilómetros) de la costa de Guyana. El pozo Liza-2 fue perforado por "Esso Exploración y Producción Guyana", filial de ExxonMobil, a unas 2 millas (3,3 kilómetros) de la Liza-1. Esso Exploration and Production Guyana tiene derechos sobre el 45 % del bloque Stabroek, de 6,6 millones de acres (26 800 kilómetros cuadrados). Otro 30 % es de Hess Guyana Exploration y el 25 % restante con la empresa China National Offshore Oil Corporation (CNOOC Nexen Petroleum Guyana). ExxonMobil ha realizado una serie de descubrimientos de petróleo de alta calidad en el bloque Stabroek, en la costa de Guyana, que la compañía estima que contienen más de 11 000 millones de barriles de recursos de petróleo recuperables. En diciembre de 2016 el gobierno de Venezuela rechazó tal posibilidad, agradeció los buenos oficios de la organización y ratificó su compromiso con una solución negociada por los dos países. El gobierno de Guyana, por su parte, celebró la decisión del secretario General de la ONU.
El 30 de enero de 2018 la ONU dio por agotada su gestión de buenos oficios entre Venezuela y Guyana. António Guterres, secretario general de la Organización de Naciones Unidas (ONU), propuso llevar el diferendo a la Corte Internacional de Justicia (CIJ).

### Caso ante la Corte Internacional de Justicia (desde el 2018)
La disputa se reavivó en 2015, cuando el gigante estadounidense Exxon Mobil halló yacimientos de petróleo frente a las costas del Esequibo, que equivale a dos tercios de Guyana. Después de la Crisis de Guyana de 2018 este país introdujo el 29 de marzo de 2018 una solicitud para que se resuelva el conflicto territorial ante la Corte Internacional de Justicia(CIJ). Una resolución de la ONU del 16 de diciembre de 2016 que advertía que si en un año el mecanismo de los buenos oficios no se resolvía la situación del Esequibo, el caso sería enviado a la Corte Internacional de Justicia. El gobierno no estableció una estrategia que frenara esa decisión.  El 18 de junio de 2018 acudirían los representantes de Guayana a la Corte Internacional de Justicia. El 18 de junio Venezuela manifestó que no participaría en el procedimiento solicitado por Guyana porque para el gobierno nacional la Corte «carece manifiestamente de jurisdicción». El 19 de junio Guyana anunció que pidió a la Corte que dictamine a su favor alegando el artículo 53 del Estatuto del CIJ el cual indica que «siempre que alguna de las dos partes no se presente ante el tribunal o falle en defender su caso, la otra parte tiene el derecho de comunicarse con la corte y que decida a favor de su reclamo». La corte fijó a Guyana presentar su memoria hasta el 19 de noviembre de 2018 y a Venezuela, la respuesta de contramemoria, hasta el 18 de abril de 2019. Las audiencias orales se celebrarán el 23 al 27 de marzo de 2020.
El Ministerio de Relaciones Exteriores de Guyana mostró el 26 de septiembre de 2019 su beneplácito ante la notificación de la CIJ, Corte Internacional de Justicia de La Haya, de que celebrará audiencias orales sobre la disputa fronteriza de ese país con Venezuela del 23 al 27 de marzo de 2020. El 30 de junio de 2020 la CIJ celebró sus audiencias orales de forma Virtual a causa de la pandemia de COVID-19 a la que Venezuela no asistió porque para el gobierno de Venezuela la CIJ no tenía Jurisdicción para tomar el Caso.
El 18 de diciembre de 2020 la Corte Internacional de Justicia emitió un fallo, con 12 votos a favor y 4 en contra, declarando que tenía jurisdicción para analizar "la validez del laudo arbitral del 3 de octubre de 1899 y la cuestión sobre el asentamiento definitivo de la frontera terrestre". En consecuencia, el 8 de marzo de 2021, la CIJ estableció que Guyana debía presentar su memoria o relación de argumentos antes del 8 de marzo de 2022 y Venezuela, su contestación o contramemoria, un año después o hasta el 8 de marzo de 2023. El 14 de marzo de 2022 el exdiputado Williams Dávila acusó de negligencia al gobierno de Venezuela al no acudir a la Corte Internacional de Justicia (CIJ) el pasado 8 de marzo para defender "los derechos de la nación".
El 6 de junio de 2022, el gobierno de Venezuela materializó un cambio de su estrategia litigante ante la CIJ a través de la notificación del nombramiento de sus agentes; la vicepresidenta Delcy Eloína Rodríguez Gómez notificó a la CIJ la designación de Samuel Reinaldo Moncada Acosta como agente; y de Félix Plasencia González y Elsie Rosales García como los co-agentes venezolanos ante la CIJ. 
Al día siguiente, 7 de junio de 2022, y siguiendo los procedimientos del Estatuto de la Corte Internacional de Justicia, el gobierno de Venezuela introdujo objeciones preliminares a la petición guyanesa de admisibilidad del caso. En consecuencia, la CIJ suspendió el análisis del fondo de la causa y le concedió a Guyana cuatro meses o hasta el 7 de octubre de 2022 para responder las objeciones de Venezuela.
El 22 de noviembre de 2022 en representación de Guyana, Carl Greenidge solicitó se desestime las excepciones presentadas por Venezuela sobre el Esequibo y las declare «inadmisibles», considerando que las mismas fueron amplias en retórica pero que no tocaron el fondo del asunto. Hay posiciones opuestas en torno al tema, ya que Guyana reivindica el arbitraje de 1899 y Venezuela, el Acuerdo de Ginebra. Samuel Moncada, embajador de Venezuela ante la Organización de Naciones Unidas pidió se declare «inadmisible» la demanda de Guyana al reiterar que Georgetown no puede exigir la validez de ese laudo debido a que, al momento de ejecutarse ese arbitraje, ese país no existía sino que era parte del Reino Unido y Londres es quien está llamado a responder sobre el caso.
El 6 de abril de 2023 a Corte Internacional de Justicia (CIJ) falló en contra de Venezuela en la audiencia celebrada por la disputa con Guyana por el Esequibo, rechazó la objeción preliminar planteada por Venezuela, con el voto de 14 jueces contra uno declaró la presidenta de la corte, la jueza Joan Donoghue. Ahora continuará con el análisis del fondo de la causa.

### Referéndum consultivo para la creación del estado Guayana Esequiba
El 21 de septiembre de 2023, la Asamblea Nacional de Venezuela propuso un referendo para consultar a la población sobre los derechos del país de la Guayana Esequiba. El candidato a las primarias, César Pérez Vivas, explicó que el extinto comandante Chávez y su canciller Nicolás Maduro, hoy en ejercicio de la presidencia, "se hicieron de la vista gorda y desoyeron múltiples observaciones de sectores de nuestra sociedad que exigieron en diversas oportunidades, actuar en el campo diplomático y jurídico, ante este tipo de actos adelantados desde el gobierno guyanés, sobre el territorio del Esequibo. Lo que debe hacer la Asamblea Nacional es exigir al Ejecutivo a cumplir con el mandato constitucional de defender esos territorios de forma real y efectiva sin necesidad de un referéndum".
El 20 de octubre Venezuela informó que las elecciones sobre el referéndum, se realizarán el 3 de diciembre de 2023.
El 3 de noviembre la Corte Internacional de Justicia de La Haya informó que celebrará el día 14 y 15 de noviembre audiencias públicas luego de que Guyana solicitara el 30 de octubre medidas provisionales para que Venezuela no proceda con un referendo consultivo sobre el Esequibo. Luego de que Venezuela publicara las preguntas del referéndum consultivo. Los jueces escucharon los alegatos de ambos Estados, la CIJ entró a deliberar para decidir si ordena o no las medidas provisionales solicitadas por Guyana. Su decisión debería darse a conocer muy prontamente, dada la fecha de la consulta pública en Venezuela.
Ante el aumento de las tensiones entre Guyana y Venezuela por el territorio del Esequibo, y el riesgo alto de que se convierta en una guerra, Brasil ha movilizado una gran cantidad de tropas hacia las cercanías de la zona, debido a que el Esequibo limita al sur con territorio brasileño.
Durante la audiencia del 14 de noviembre, el agente de Guyana Carl Greenidge, en La Haya pidió que Venezuela suspenda el referéndum y afirmó que se busca anexionarse el territorio Esequibo con el Referéndum, algo que no pregunta directamente la consulta, aunque sí plantea la creación del estado Guayana Esequiba y otorgar la nacionalidad venezolana a su población. A favor de Guyana se han manifestado, en las últimas semanas, Estados Unidos, los miembros de la Comunidad del Caribe (Caricom) y el secretario general de la Organización de Estados Americanos (OEA), Luis Almagro. El esequibo es administrado por Guyana desde 2004, que se ampara en un laudo suscrito en París en 1899 que fija unos límites que Venezuela rechaza. La consecuencia de las decisiones que tomaron respectivamente Hugo Chávez y Nicolás Maduro al ceder en la defensa sobre esa zona, por acuerdos diplomáticos que han favorecido significativamente, no al Estado venezolano, sino a la estrategia internacional de la Revolución Bolivariana de ganar aliados ante los organismos hemisféricos.
La Corte Internacional de Justicia (CIJ) ordenó a Venezuela el 1 de diciembre que no tome medida alguna que altere el control de Guyana sobre el Esequibo, pero no llegó a prohibir el referendo. La pugna fue reavivada en 2015, tras el hallazgo de yacimientos petroleros por parte de la estadounidense ExxonMobil, de la que Venezuela dice que Guyana es "lacaya".
El 3 de diciembre de 2023 durante la consulta a pesar de los esfuerzos propagandísticos del oficialismo, incluyendo mensajes de texto, videos en redes sociales y eventos, la asistencia a las urnas fue limitada. Se habilitaron 15.857 centros de votación para más de 20,6 millones de ciudadanos, pero muchos de estos centros permanecieron vacíos o con poca afluencia.La Patilla, una fuente de noticias, documentó la escasez de votantes en varios estados y ciudades, como Ciudad Guayana, Nueva Esparta, Maturín, Barcelona, Puerto La Cruz, Lechería, San Juan de los Morros y Carabobo. Incluso en zonas con tradicional apoyo oficialista, la participación fue mínima. Además, se reportaron irregularidades y demoras en algunos centros.
El reporte también destaca la presión ejercida sobre empleados públicos para votar, incluyendo la solicitud de evidencia fotográfica y registro en puntos específicos. También se menciona el suministro de gasolina en estaciones seleccionadas para facilitar la movilización de votantes.El Consejo Nacional Electoral (CNE) extendió el horario de votación citando una "participación masiva", a pesar de las evidencias en contrario. El rector principal del CNE, Elvis Amoroso, anunció una alta participación y una victoria abrumadora para la opción del "sí", pero no proporcionó detalles sobre el porcentaje de participación o abstención, ni sobre los votos escrutados. La discrepancia entre los informes de baja participación y las afirmaciones del CNE sobre una alta participación ha suscitado cuestionamientos.
El 7 de diciembre en Río de Janeiro, durante la apertura de la LXIII Cumbre de Mercosur, el presidente de Brasil Luiz Inácio Lula da Silva y presidente de Mercosur convocó a la Paz, pidió evitar una confrotacion, "No queremos guerras ni conflictos, necesitamos construir paz, porque solo con paz podemos desarrollar nuestros países". La Celac debe fomentar el diálogo entre Venezuela y Guyana.
El 9 de diciembre el Caricom reunidos todos los presidentes dieron su apoyo a Guyana en su lucha por la controversia por la administración del Esequibo, frontera con Venezuela, país al que, a su vez, urgieron respetar la decisión final de la Corte Internacional de Justicia (CIJ) en  su lucha por el conflicto fronterizo con Venezuela expresaron.
El 14 de diciembre de 2023, los presidentes de Guyana, Irfaan Ali, y Venezuela, Nicolás Maduro, se reunieron junto a Ralph Gonsalves, primer ministro de San Vicente y las Granadinas, país anfitrión de la reunión. El evento fue promovida por la Comunidad de Estados Latinoamericanos y del Caribe (CELAC) y la CARICOM, con apoyo de Brasil. 
La reunión concluyó con 11 acuerdos. El primer punto establece que ninguna de las partes amenazará a la otra, ni utilizará la fuerza “en ninguna circunstancia”. De la mano con esto, acordaron que “cualquier controversia entre los dos Estados se resolverá de conformidad con el derecho internacional, incluido el Acuerdo de Ginebra de 17 de febrero de 1966″, un tratado internacional firmado por plenipotenciarios venezolanos y del Reino Unido, que reconoce “que existe una controversia territorial pendiente por la Guayana Esequiba”
El 3 de abril de 2024, Venezuela promulga la Ley Orgánica para la Defensa de la Guayana Esequiba que crea un nuevo estado en el territorio en disputa.

## Organización territorial

Mapa de Guyana que muestra las regiones 1 (Barima-Guainí), 2 (Cuyuní-Mazaruní), 7 (Pomerón-Supenaam), 8 (Potaro-Siparuní), 10 (Alto Tacutu-Alto Esequibo) y la zona occidental de la 5 (Islas Esequibo-Demerara Occidental) en reclamación.

### En Guyana
Según la división administrativa de Guyana, la Guayana Esequiba abarcaría la totalidad de las regiones de Barima-Guainí, Pomerón-Supenaam y Cuyuní-Mazaruní; la mayor parte de las regiones de Alto Tacutu-Alto Esequibo y Potaro-Siparuní; y la parte occidental de la región de Islas Esequibo-Demerara Occidental (las tres últimas tienen sectores a ambos lados del cauce principal del río Esequibo). Cada región está administrada por un consejo regional democrático (Regional Democratic Council - RDC), que están encabezados por un jefe o presidente (Chairman).
| Número   | Nombre de la región                | Superficie (km²) | Población censo 2012 |
| -------- | ---------------------------------- | ---------------- | -------------------- |
| Región 1 | Barima-Guainí                      | 20 339           | 26 941               |
| Región 2 | Pomerón-Supenaam                   | 6195             | 46 810               |
| Región 3 | Islas Esequibo-Demerara Occidental | 3755             | 107 416              |
| Región 7 | Cuyuní-Mazaruní                    | 47 213           | 20 280               |
| Región 8 | Potaro-Siparuní                    | 20 051           | 10 190               |
| Región 9 | Alto Tacutu-Alto Esequibo          | 57 750           | 24 212               |

*(Los datos de las regiones 3, 8 y 9 incluyen los sectores ubicados al este del cauce principal del río Esequibo, que no son reclamados por Venezuela.)

### En Venezuela

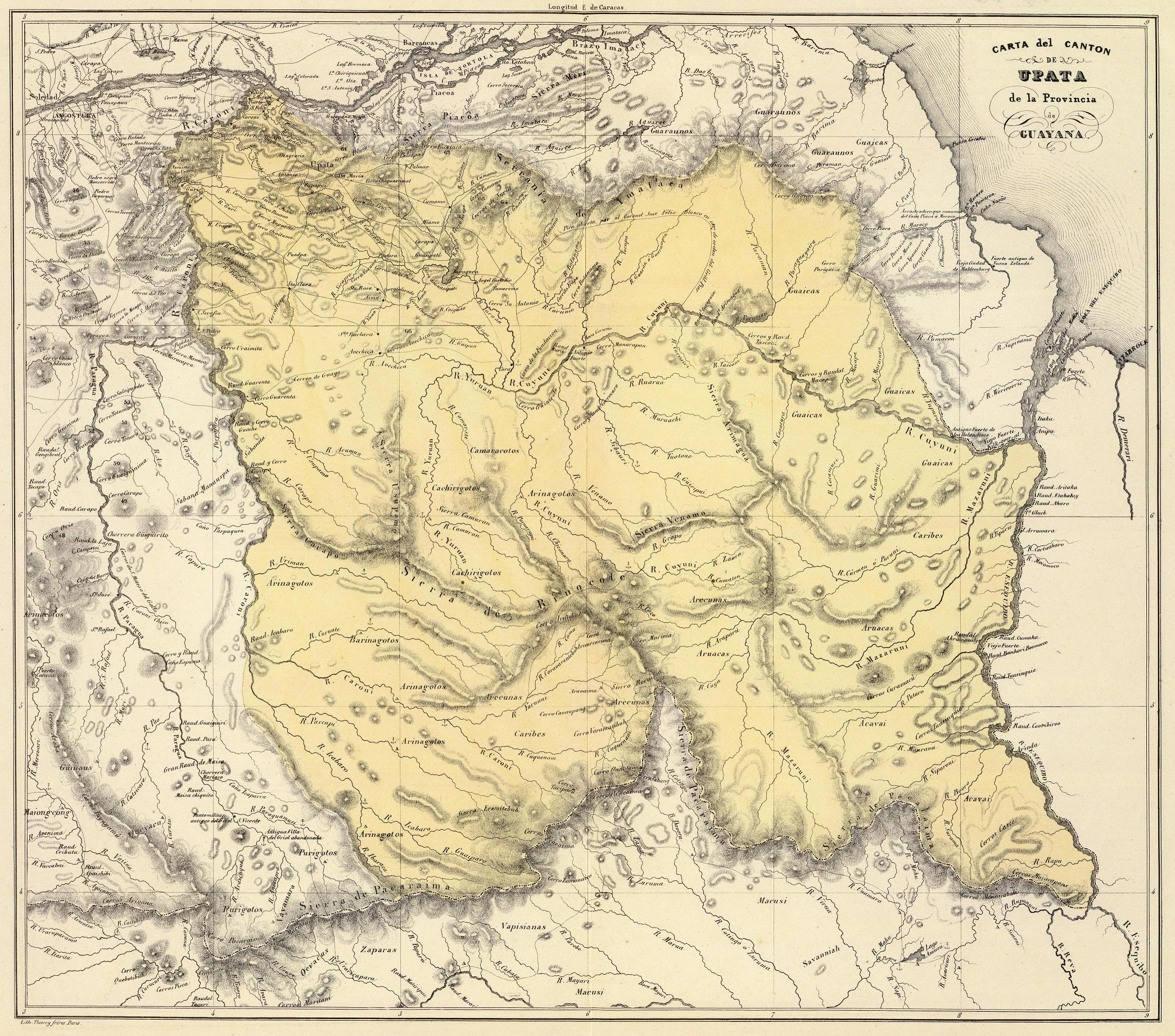
Cantón Upata (1840) de la Provincia de Guayana, hoy parte oriental del Estado Bolívar y norte de la Guayana Esequiba.

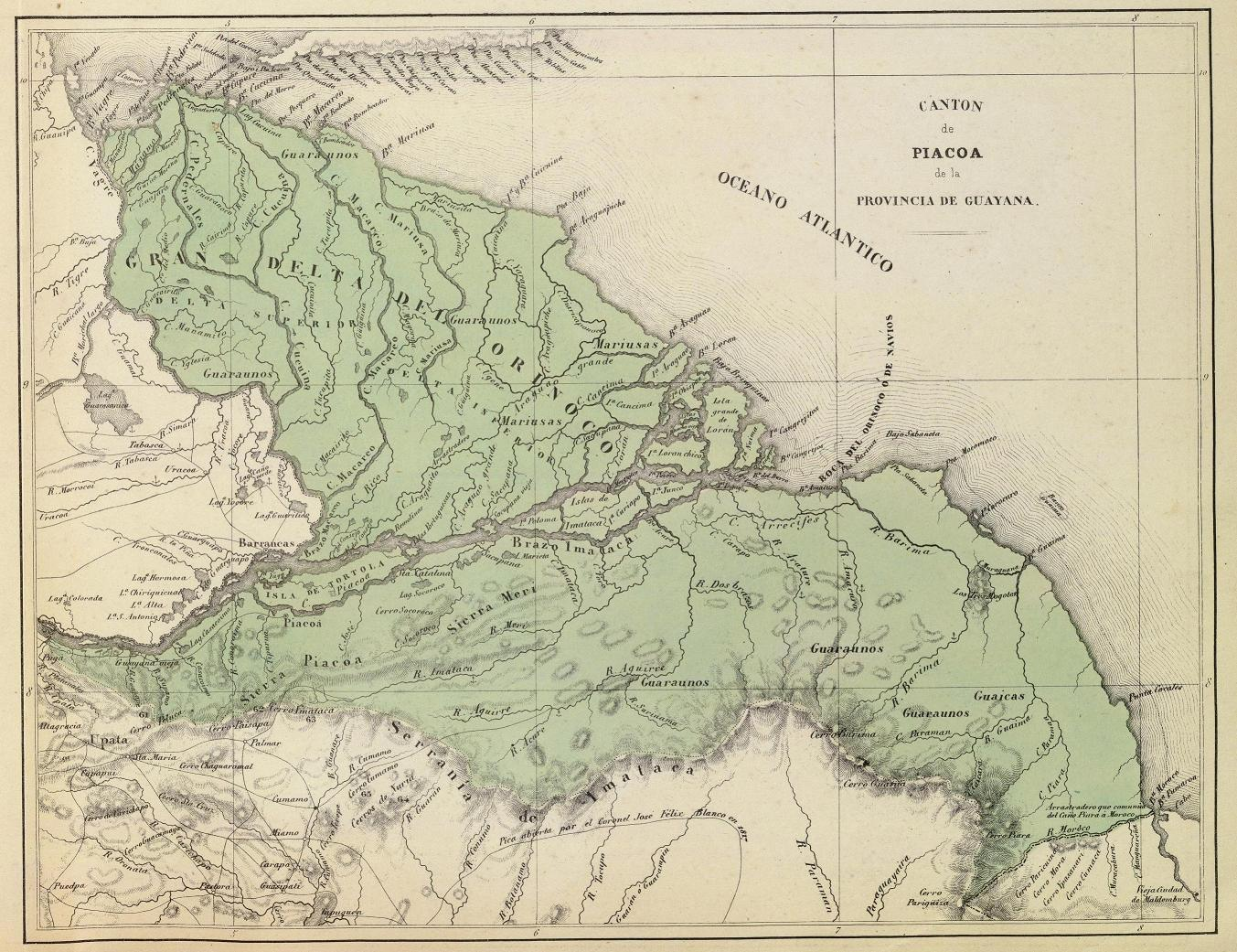
Cantón Piacoa (1840), hoy Estado Delta Amacuro y norte de la Guayana Esequiba.

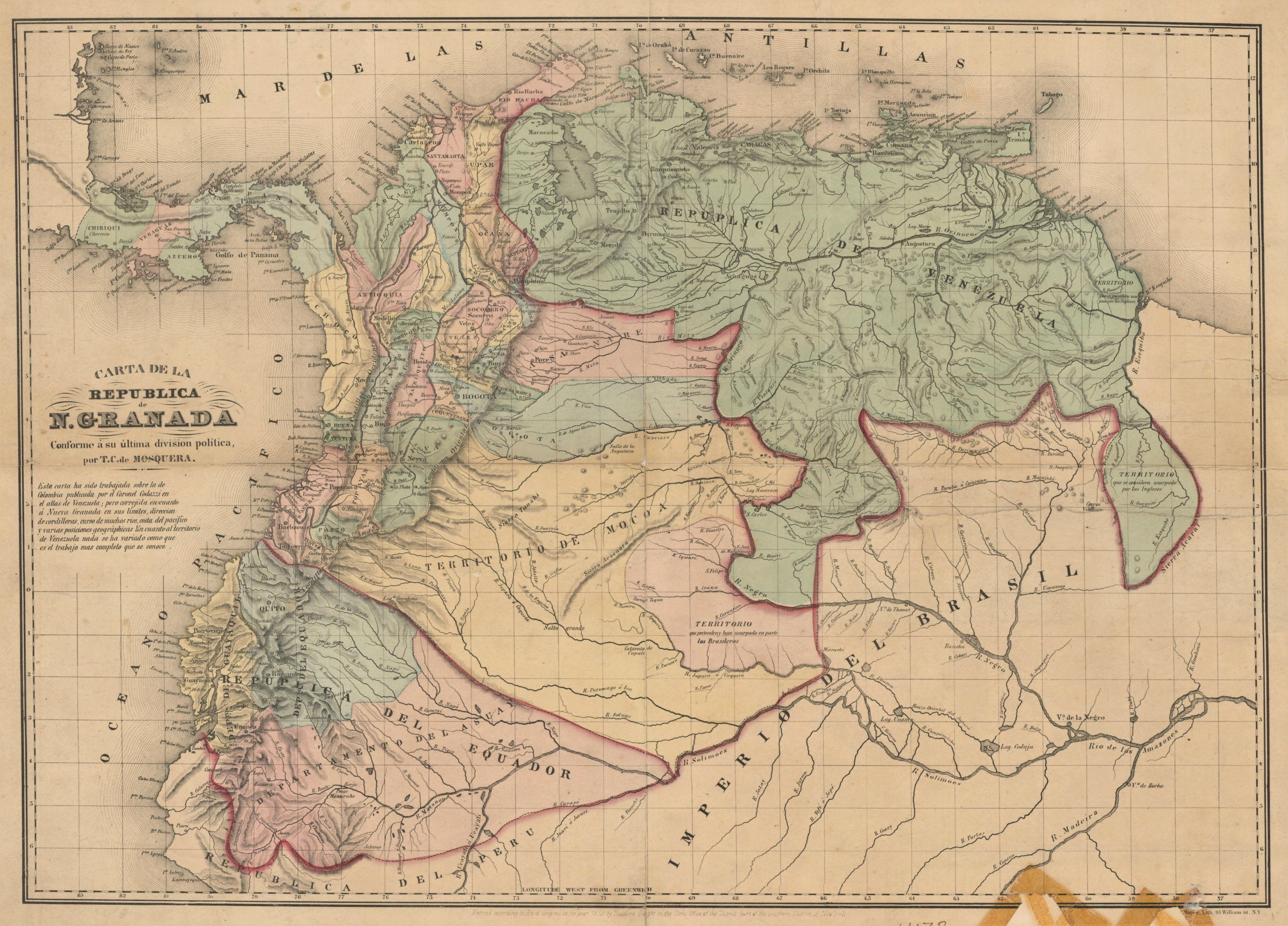
Un mapa de 1855 de Venezuela que incluye la Guayana británica, toda la región del Esequibo y la Nueva Granada.

Según algunas interpretaciones de la legislación venezolana la Guayana Esequiba es parte integrante de la jurisdicción de los estados Bolívar y Delta Amacuro cuyo límite común va por la cúspide de la Serranía de Imataca.
El estado Bolívar, en su constitución, establece lo siguiente:

Artículo 15º El territorio y demás espacios geográficos del Estado Bolívar son los que históricamente correspondían a la Provincia de Guayana de la Capitanía General de Venezuela, antes de la transformación política iniciada el 19 de abril de 1810, luego delimitada conforme a la Ley Político Territorial de la República del 28 de abril de 1856, con las modificaciones que han resultado de las leyes de la República, de los convenios y demás actos jurídicos válidamente celebrados conforme a la Constitución, a las leyes nacionales y del Estado.
En todos los actos del Estado, en que se describa o se refiera a su territorio, se entenderá incorporada, aun cuando no lo estuviera expresamente, la reserva de que el Laudo Arbitral de París de 1899, es írrito y nulo, según los principios del derecho y la justicia que rigen la comunidad internacional y contribuyen a afirmar la integridad territorial. El Estado Bolívar colaborará y apoyará a la República Bolivariana de Venezuela en el logro de una solución satisfactoria para el arreglo práctico de la controversia territorial, con base en el Acuerdo de Ginebra del 17 de febrero de 1966.

Por su parte, el territorio original de lo que hoy día es el estado Delta Amacuro abarca desde el delta del Orinoco hasta el río Esequibo. El sitio de información web de la gobernación de este estado señala lo siguiente sobre su territorialidad:

Cuando se creó el Territorio Federal Delta Amacuro, tenía una superficie de 63.667 km², teniendo en la actualidad 40.200 km². La diferencia entre estas dos superficies la perdió el Delta Amacuro con motivo del Laudo Arbitral de París firmado el 3 de octubre de 1899, por medio del cual le fueron arrebatados 23.467 km² de su territorio por la Guayana Inglesa.

Históricamente en Venezuela ha sido directamente el poder central (gobierno y demás organismos del Estado venezolano) el encargado del tratamiento del caso de la Guayana Esequiba dejando a las gobernaciones y alcaldías locales muy poca participación y poder de acción. Se le da un tratamiento especial y diferenciado al de las jurisdicciones de estos estados nacionales los cuales no suelen incluir en sus mapas su porción territorial dentro de la Guayana Esequiba, aunque en los mapas nacionales del país sí es obligatoria la inclusión de la zona en reclamación. Quizás sea esta realidad que a algunos ha llevado a pensar de forma errónea que la Guayana Esequiba es un nuevo estado o territorio federal venezolano.
En el año 1999 al decretarse la nueva carta magna de Venezuela se consagra como territorio venezolano, en el artículo 10 de la Constitución de la República Bolivariana de Venezuela:

El territorio y demás espacios geográficos de la República son los que correspondían a la Capitanía General de Venezuela antes de la transformación política iniciada el 19 de abril de 1810, con las modificaciones resultantes de los tratados y laudos arbitrales no viciados de nulidad.

En agosto de 2015 algunos diputados de la Asamblea Nacional de Venezuela propusieron la creación del Estado número 24 (Estado Esequibo) uniendo el territorio de la Guayana Esequiba (159 500 kilómetros cuadrados) y el Municipio Sifontes (24 393 kilómetros cuadrados), con capital en Tumeremo, territorio este último que actualmente está bajo jurisdicción del estado Bolívar. La propuesta fue introducida oficialmente ante la secretaría de la Asamblea Nacional, pero no llegó a aprobarse.
Más tarde, el 21 de marzo de 2024, se ratifica la Ley Orgánica para la Defensa de la Guayana Esequiba. En donde se declara la Guayana Esequiba como una nueva entidad subnacional de Venezuela.Y a su vez entrando en vigencia el 3 de abril.

## Posiciones

### Posición brasileña
Brasil tiene 800 kilómetros de frontera con el Esequibo, principalmente con el estado amazónico de Roraima. Existen seis municipios brasileños donde viven alrededor de 140 mil personas, de las cuales unos 40 mil son indígenas. Asimismo, Brasil comparte fronteras con Guyana y Venezuela.
En el año 2023, Brasil dispuso el envío de 28 vehículos blindados al estado de Roraima.
En diciembre de 2023, el presidente brasileño Lula da Silva señaló que "el sentido común prevalezca del lado de Venezuela y Guyana" asimismo señaló que "pero si algo que el mundo no necesita, ni tampoco América del Sur, son problemas".
El ministro de Defensa, José Mucio anunció que "no podemos permitir que un país agreda a otro usando nuestro territorio" asimismo agregó que "la mejor mesa de batalla que existe, una mesa de negociación".
Un alto asesor de Lula, Celso Amorim, participó en la reunión de los presidentes venezolano, Nicolás Maduro, y guyanés, Irfaan Ali, en San Vicente y las Granadinas de 2023.